# Universiteitsbibliotheek Leiden
De Universiteitsbibliotheek Leiden (Latijnse naam: Bibliotheca Academiae Lugduno-Batavae; Engelse naam: Leiden University Library) is de bibliotheek van de Nederlandse Universiteit Leiden. Zij is opgericht in 1575 en maakt deel uit van de cultuurcentra die in de Nieuwe Tijd richting gaven aan de ontwikkeling en verspreiding van kennis. De bibliotheek omvat ongeveer 5.200.000 banden, 1.000.000 e-boeken, 90.000 e-tijdschriften, 2.000 lopende papieren tijdschriften, 60.000 oosterse en westerse manuscripten, 500.000 brieven, 100.000 kaarten, 100.000 prenten, 12.000 tekeningen, 300.000 foto's en 3.000 spijkerschrifttabletten. Daar zijn unieke bronnen bij, van hoge kwaliteit. De bibliotheek beheert de grootste collecties wereldwijd op het gebied van Indonesië en van de Caraïben. De bibliotheek is de enige erfgoedorganisatie in Nederland met zeven registraties in UNESCO’s internationale en Nederlandse Werelderfgoedlijst voor documenten.

## Geschiedenis

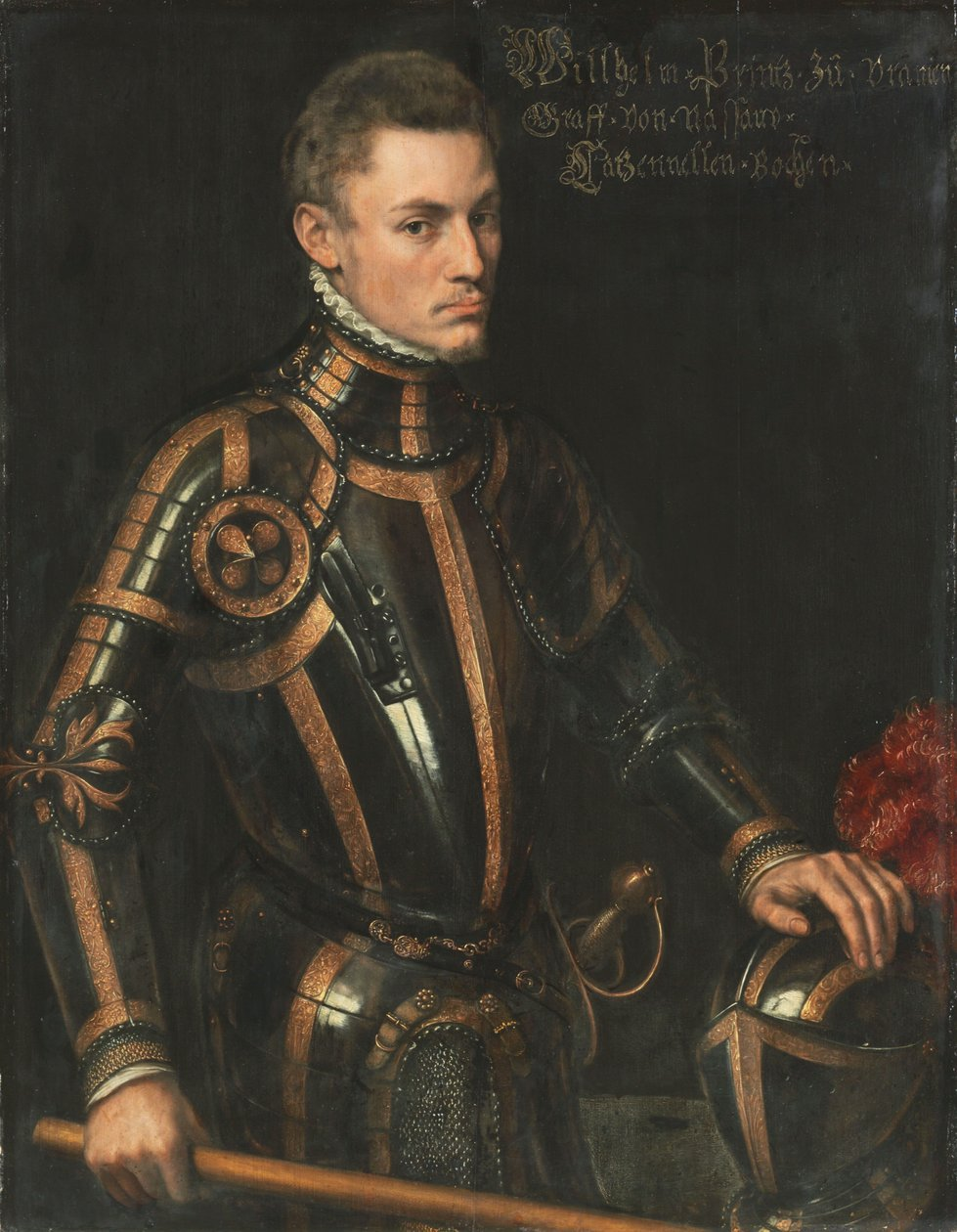
Willem I, Prins van Oranje, belangrijkste leider van de Nederlandse Opstand tegen de Spanjaarden, stichter van de Universiteit Leiden, schonk het eerste boek aan de Universiteitsbibliotheek, een exemplaar van de Polyglot Bijbel. Kopie van een schilderij van Anthonie Mor, 1555.

Door de Nederlandse Opstand in de zestiende eeuw of de Tachtigjarige Oorlog tegen de Habsburgers ontstond een nieuwe staat met een nieuwe godsdienst. Snel werd de noodzaak voor een instituut voor hoger onderwijs gevoeld en in 1575 werd de Universiteit Leiden opgericht met de buit van een geconfisqueerd katholiek klooster.
Toen de universiteit werd opgericht, was het onmiddellijk duidelijk dat een bibliotheek in de buurt van de collegezalen een absolute noodzaak was. Het eerste boek van de bibliotheek was de Polyglot Bijbel, gedrukt door Christoffel Plantijn en geschonken door Prins Willem van Oranje aan de bibliotheek in 1575. De presentatie van dit boek wordt beschouwd als de basis waarop de bibliotheek is gebouwd. De bibliotheek werd in gebruik genomen in het gewelf van het huidige Academiegebouw op Rapenburg op 31 oktober 1587.

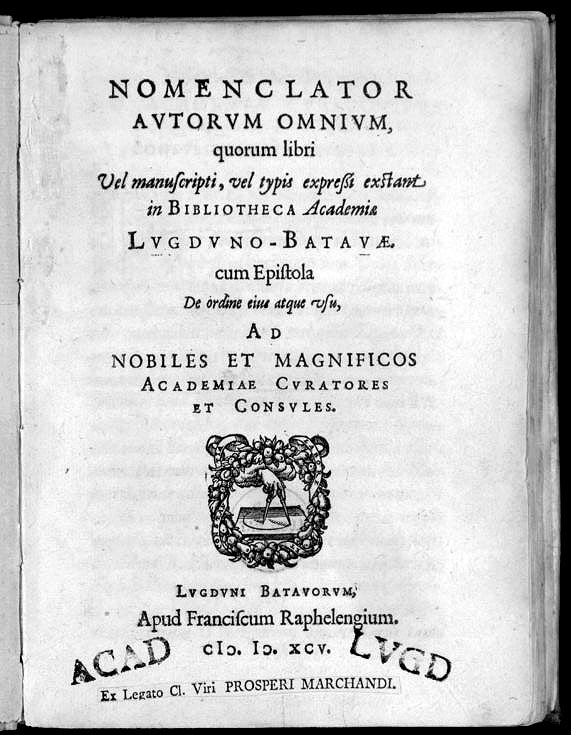
Nomenclator autorum omnium, quorum libri vel manuscripti, vel typis expressi exstant in Bibliotheca Academiae Lugduno-Batavae (Lijst van alle auteurs wier boeken, als manuscript of gedrukt, beschikbaar zijn in de Universiteitsbibliotheek Leiden), 1595.

In 1595 verscheen de Nomenclator, de eerste catalogus van de Leidse Universiteitsbibliotheek en ook de eerste gedrukte catalogus van een institutionele bibliotheek. De publicatie van de Nomenclator viel samen met de opening van de nieuwe bibliotheek op de bovenste verdieping van de Faliede Bagijnkerk (nu Rapenburg 70) naast het Theatrum Anatomicum.
In 1864 was de kopij van de complete alfabetische catalogus (van 1575 tot 1860) van de Universiteitsbibliotheek afgerond, maar dit werk zou nooit in druk verschijnen. Het was voor de lezer mogelijk om de alfabetische en systematische catalogi van de UB Leiden te raadplegen in de vorm van gebonden cataloguskaarten, ook bekend als Leidse boekjes. Dit zou tot 1988 het catalogussysteem van de bibliotheek blijven.
De 22e bibliothecaris van de Universiteit Leiden, Johan Remmet de Groot, nam het initiatief voor PICA (Project Integrated Catalogue Automation), het Nederlandse automatiseringsproject voor bibliotheken. Pica werd opgezet in 1969 en een meerderheidsaandeel werd door het Amerikaanse OCLC (Online Computer Library Center) in 2000 gekocht. Het eerste automatiseringsproject in Leiden startte in 1976. Het produceerde 400.000 titels via PICA-GGC en resulteerde na een paar jaar in een microfichecatalogus die de beroemde catalogus van Leidse boekjes gedeeltelijk verving.
In 1983 verhuisde de bibliotheek naar haar huidige locatie op de Witte Singel in een nieuw gebouw van de architect Bart van Kasteel. De eerste geautomatiseerde catalogus kwam in 1988 beschikbaar.
Volgens Nicholas A. Basbanes is de Universiteitsbibliotheek Leiden:
an essential benchmark [...] not only for the teeming collection of extraordinary materials it has scrupulously gathered and maintained over a sustained period of time, but most of all for being the world's first scholarly library in a truly modern sense. The litany of 'firsts' recorded at Leiden is dazzling – the first printed catalogue to be prepared by an institution of its holdings, the first attempt to identify and maintain what today are known as 'special collections,' the first systematic attempt to develop a corps of influential friends, patrons, and benefactors throughout the world, the first 'universal' library, the list goes on and on – and underpinning it all is a humanistic approach to education and discovery that has figured prominently throughout its history, along with an unbending belief in the limitless potential of human inquiry.

## Werkterrein

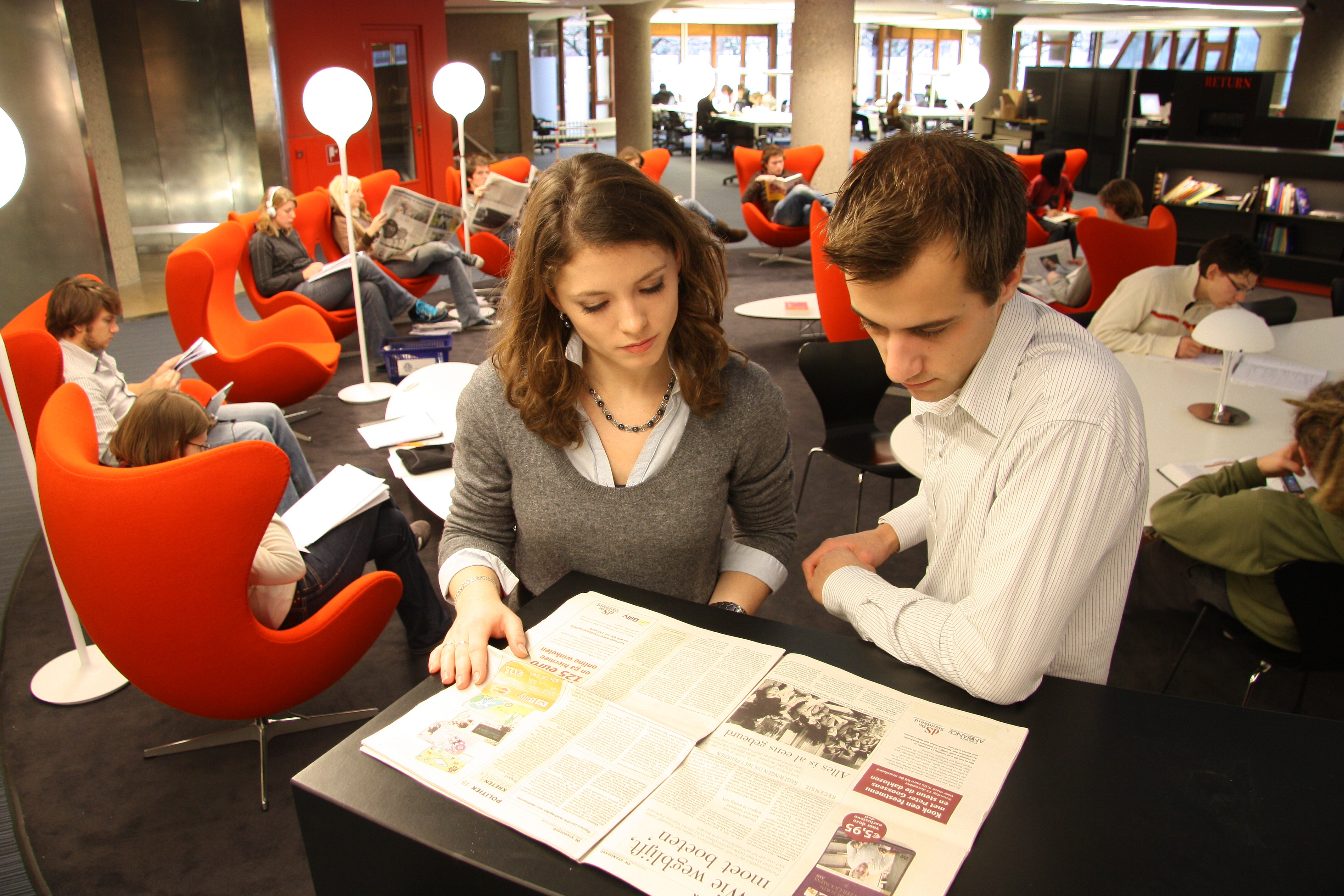
Informatiecentrum Huygens

Het werkterrein van de Universitaire Bibliotheken Leiden omvat de gehele informatieketen. De bibliotheek faciliteert toegang tot (gepubliceerde) informatie en ondersteunt evaluatie, gebruik, productie en beschikbaarstelling van wetenschappelijke informatie. Zij doet dit door het aanbieden van onderwijs in informatievaardigheden en door expertisecentrum te zijn met betrekking tot digitaal publiceren en de daarvoor relevante standaarden.
In de Leidse Catalogus is een grote hoeveelheid digitaal materiaal beschikbaar: meer dan 400 databases, 70.000 wetenschappelijke tijdschriften, 5.000 kranten en nieuwsgeoriënteerde tijdschriften, 1.000.000 elektronische boeken en naslagwerken, honderden miljoenen wetenschappelijke artikelen, de digitale bijzondere collecties en materiaal uit het repositorium. De bijzondere collecties en wetenschapsarchieven van de Leidse universiteit zijn deels digitaal beschikbaar gesteld via de Catalogus en Digital Collections.

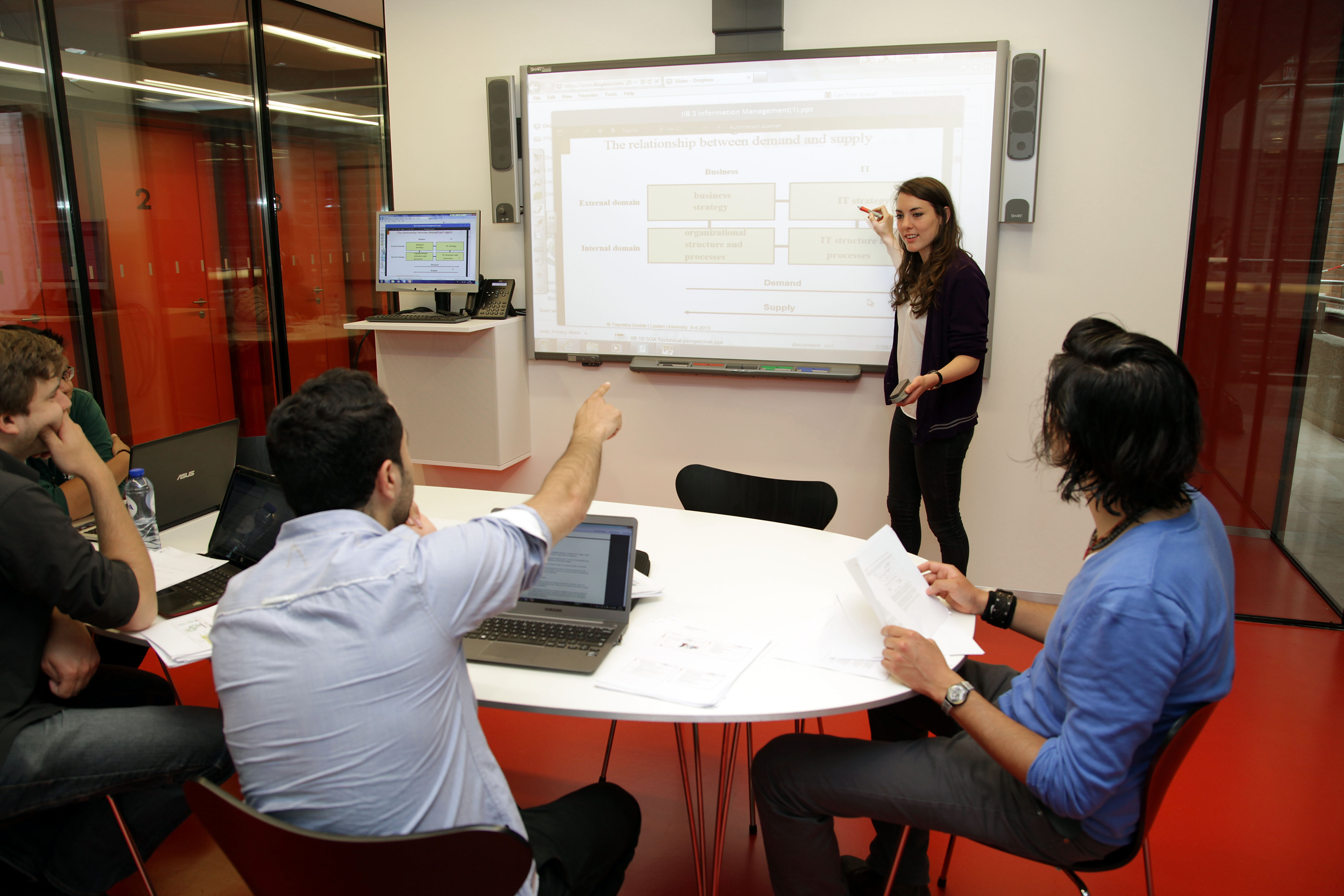
Groepsstudieruimte in de bibliotheek

De bibliotheek ondersteunt onderzoekers van de Universiteit Leiden met haar Centre for Digital Scholarship op het gebied van open access, auteursrecht, datamanagement, tekst- en datamining, en digitale samenwerkingsomgevingen.
De bibliotheek maakt via de Catalogus en Scholarly Publications alle proefschriften digitaal beschikbaar volgens het open access principe. Ook publicaties van Leidse onderzoekers komen via deze weg deels beschikbaar. Door het gebruik van internationale standaarden wordt dit repositorium dagelijks bezocht door algemene en gespecialiseerde zoekmachines die deze informatie indexeren en verder toegankelijk maken.

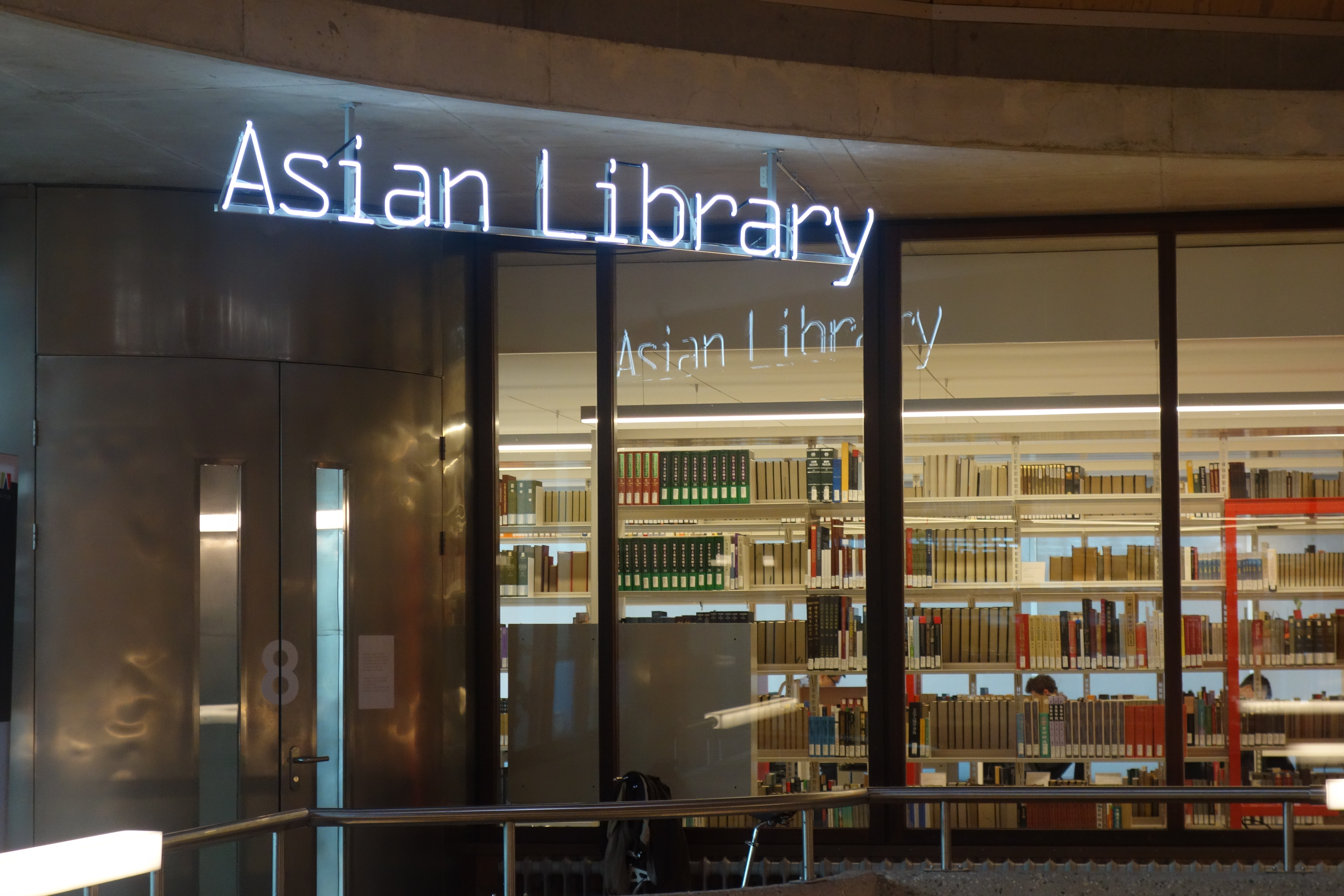
Asian Library (2017)

Sinds 1 juni 2009 zijn de Leidse bibliotheken ondergebracht in één organisatie: Universitaire Bibliotheken Leiden (UBL). De UBL bestaat uit de Universiteitsbibliotheek en de bibliotheken Sociale Wetenschappen, Rechten, Wiskunde & Natuurwetenschappen en de East Asian Library. De collecties van de voormalige bibliotheken Archeologie, Kunstgeschiedenis en Kern zijn beschikbaar op de UB locatie. Op 3 september 2012 werd een Library Learning Centre geopend op Campus Den Haag van de Universiteit Leiden.
In 2013 nam de UBL de koloniale collecties en de complete kaartcollectie (koloniaal en modern) over van het Koninklijk Instituut voor de Tropen (KIT) en in 2014 de complete collectie van het Koninklijk Instituut voor Taal-, Land- en Volkenkunde (KITLV). Door het samenvoegen van deze collecties met die van de UBL ontstond wereldwijd de grootste collectie Indonesië en Cariben. Verder nam de UBL ook de KITLV-Jakarta vestiging over waar op grote schaal papieren en digitale informatie over het moderne Indonesië wordt verzameld en ontsloten.

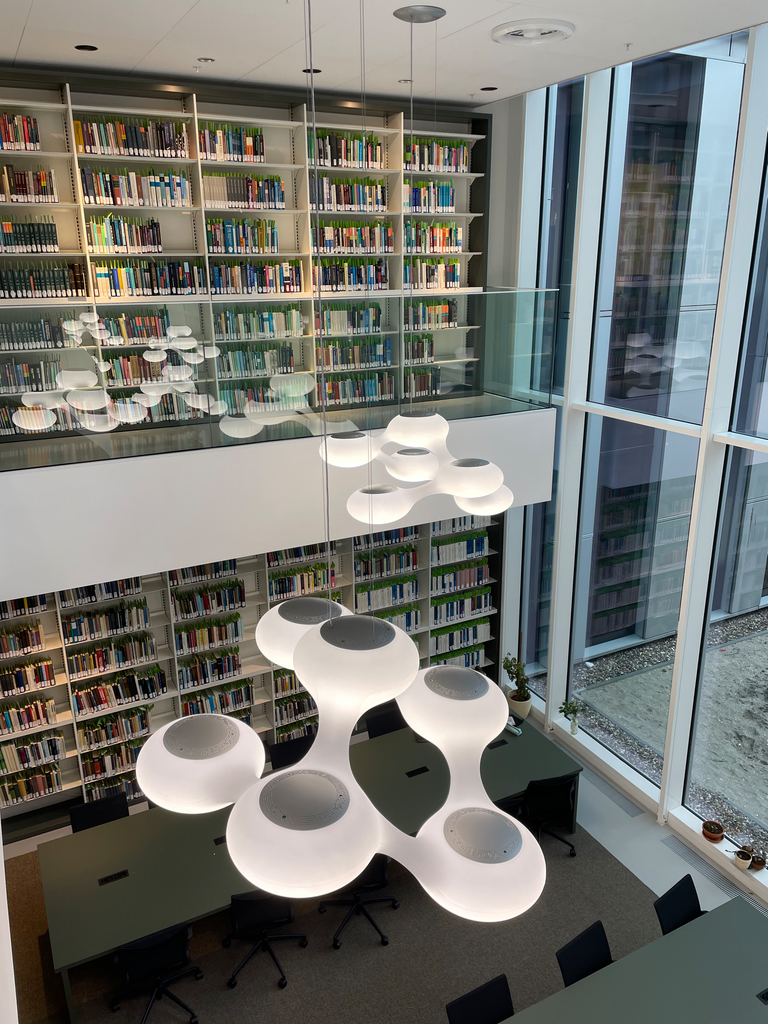
Science Library, Universiteit Leiden, 2024

Om de wereldbekende en omvangrijke Aziatische collecties samen te brengen zijn een aantal nieuwe faciliteiten ontwikkeld: een grote open opstelling van 5 km in de Universiteitsbibliotheek en een nieuw magazijn met ruimte voor 38 km materiaal in het Van Steenisgebouw. Op 14 september 2017 werd door H.M. Koningin Máxima The Asian Library feestelijk geopend: deze bibliotheek werd boven op de Universiteitsbibliotheek gebouwd.
In 2017 werd het Academisch Historisch Museum onderdeel van de UBL. De bibliotheek van het Nederlands Instituut voor het Nabije Oosten gespecialiseerd op het gebied van assyriologie, egyptologie, archeologie van het oude Nabije Oosten (Mesopotamië en Anatolië) en Egypte werd in 2018 onderdeel van de UBL. In 2021 volgde de Walaeus Bibliotheek van het Leids Universitair Medisch Centrum.
In 2024 werden een nieuwe Wetenschappelijke bibliotheek, een Afrika bibliotheek en een Midden-Oosten bibliotheek in gebruik genomen.
De UBL werkt nationaal en internationaal samen met andere organisaties aan innovatieve projecten op dit gebied, zoals het DARE project en in de door de Europese Unie gefinancierde DRIVER-II, OAPEN, PAGODE en ARMA projecten.

## Bijzondere collecties
De Leidse Universiteitsbibliotheek bezit of beheert een groot aantal bijzondere collecties van nationaal en internationaal belang. Deze omvatten handschriften, bijzondere gedrukte werken, kaarten, atlassen, prenten, tekeningen, foto's zowel uit de westerse als de niet-westerse wereld. Om deze collecties zichtbaar te maken voor een breed publiek, is de UB Leiden sinds 2015 ook een partner in De Boekenwereld, een rijk geïllustreerd tijdschrift voor liefhebbers van boeken en boekcuriosa met informatie over het oude en moderne boek en de prentkunst.

### Bibliotheca Thysiana

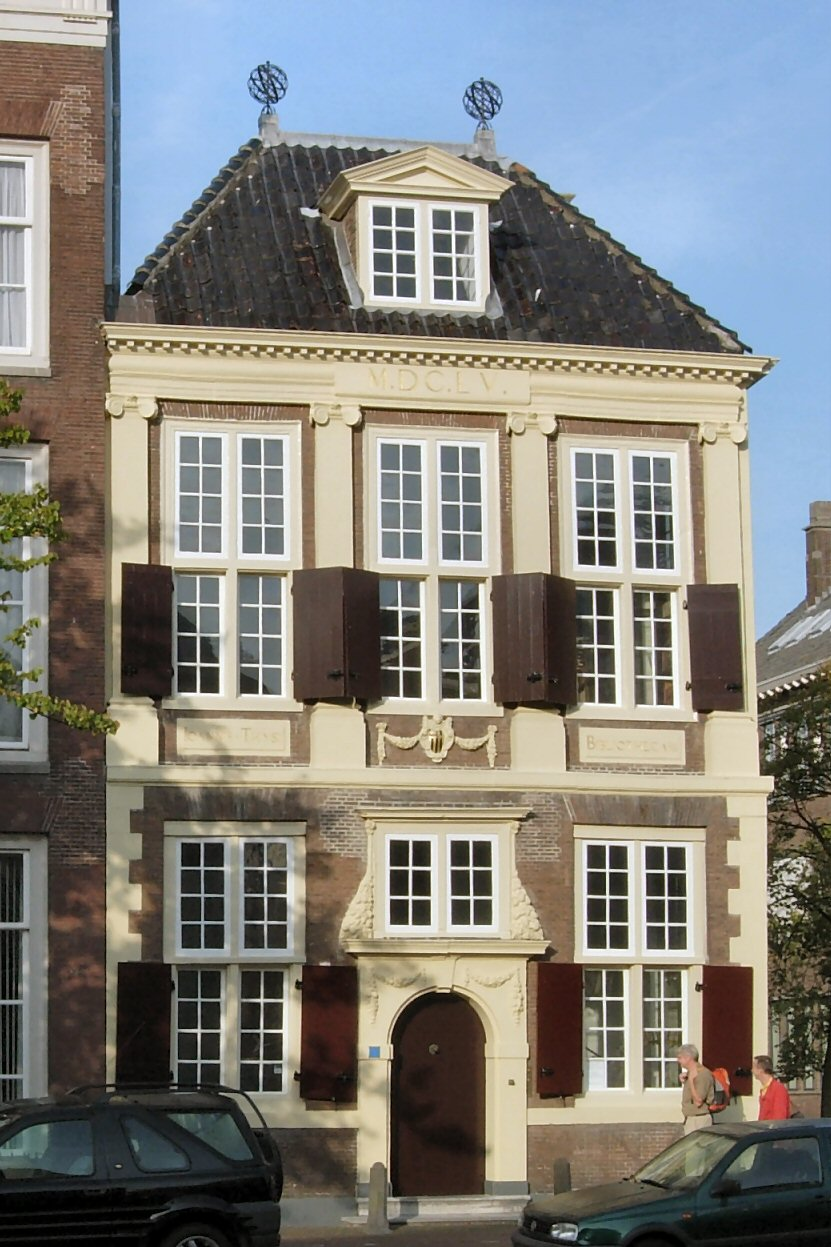
Bibliotheca Thysiana, Rapenburg 25, Leiden.

De Bibliotheca Thysiana is gebouwd in 1655 om de collectie boeken en pamfletten van de jurist Johannes Thysius (1621-1653) te huisvesten. Hij liet na zijn dood op 32-jarige leeftijd een erfenis van 20.000 gulden na voor het bouwen van een 'openbare' bibliotheek (tot publycque dienst der studie). Ontworpen door de architect Arent van 's-Gravesande, is de Bibliotheca Thysiana misschien wel het mooiste Leidse voorbeeld van het zgn. Hollands classicisme, een architectuurstijl die sterk is beïnvloed door de Italiaanse renaissance-architectuur van de zestiende eeuw.
De Bibliotheca Thysiana is het enige voorbeeld dat in Nederland uit de zeventiende eeuw is overgeleverd van een specifiek als bibliotheek bestemd gebouw, inclusief een woning voor de huisbewaarder.
Uitzonderlijk is verder dat hier een complete zeventiende-eeuwse particuliere bibliotheek is bewaard, die een indruk geeft van het boekenbezit van een jonge, geleerde boekenliefhebber uit de periode van het late Humanisme.
De collectie omvat circa 2500 boeken en ettelijke duizenden pamfletten op alle gebieden van wetenschap.

### Bibliotheek van de Maatschappij der Nederlandse Letterkunde
Sinds 1876 is de bibliotheek van de Maatschappij der Nederlandse Letterkunde, bestaande uit meer dan 100.000 gedrukte werken, ondergebracht in de universiteitsbibliotheek. Zij dragen een signatuur met een kastnummer 1001-1347, 1496-1511 en 1752-1761. Studies van na 1850, ongeveer een kwart van het totaal, worden wel uitgeleend aan geïnteresseerden, terwijl bellettrie slechts binnen het gebouw van de Universiteitsbibliotheek ter inzage wordt gegeven aan leden van de Maatschappij en aan medewerkers en studenten van de opleiding Nederlands van de Universiteit Leiden. Bijzondere stukken uit kasten 1018-1019 en 1496-1511 worden alleen onder toezicht ter inzage gegeven in de Leeszaal Bijzondere Collecties (voorheen de Dousa-zaal genoemd). De handschriftencollectie (LTK) en het archief (AMNL) zijn eveneens slechts onder toezicht in te zien.
Daarnaast zijn er bijna tweeduizend tijdschriften beschikbaar in de kastnummers 3932-4167. Al deze tijdschriften hebben een signatuur beginnend met de letter G (op dit moment van G 1 – G 1877).

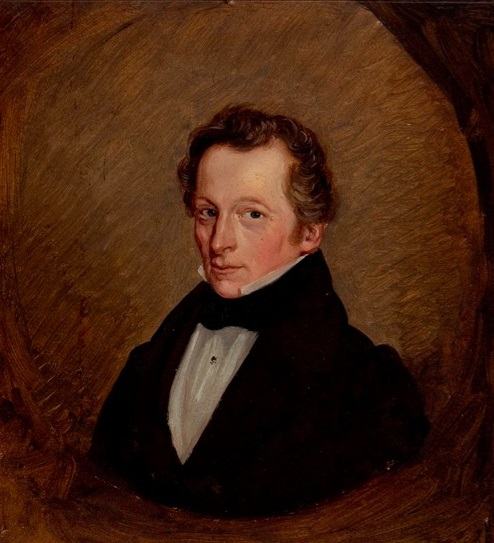
Portret van J.T. Bodel Nijenhuis door J.L. Cornet (Collectie UB Leiden)

### Bodel Nijenhuiscollectie
De Bodel Nijenhuiscollectie bevat voornamelijk oude kaarten, atlassen en topografische prenten en tekeningen. Verreweg het grootste deel daarvan werd in 1872 verworven als legaat van J.T. Bodel Nijenhuis. De jurist Johannes Tiberius Bodel Nijenhuis (1797-1872), directeur van uitgeverij Luchtmans, 25 jaar lid van de Maatschappij der Nederlandse Letterkunde, was een verwoed verzamelaar van cartografisch en topografisch materiaal.
De collectie bevat 60.000 kaarten (waarvan 3000 getekende), 1500 atlassen, 24.000 topografische prenten, 1600 tekeningen en het archief van Youssouf Kamals Monumenta Cartographica Africae et Aegypti (1988).

### Koloniale collectie (KIT)
De basis van de Koloniale collectie (KIT) werd in 1864 gelegd bij de oprichting van het Koloniaal Museum te Haarlem, maar delen ervan gaan terug tot het bezit van een voorloper van het museum: de in 1777 ingestelde afdeling ‘Koophandel en Colonies’ van de Hollandsche Maatschappij van Wetenschappen.
In 1913 werd de KIT-collectie overgedragen aan het in 1910 opgerichte Koloniaal Instituut te Amsterdam, later het Koninklijk Instituut voor de Tropen. Nadat in 2013 de Bibliotheek van het KIT gesloten werd, is het deel van de collectie dat betrekking heeft op de voormalige Nederlandse koloniën ondergebracht bij de Universiteitsbibliotheek Leiden.

### Collectie Koninklijk Instituut voor Taal-, Land- en Volkenkunde (KITLV)
Het KITLV werd opgericht als vereniging in 1851 en heeft een zeer vooraanstaande collectie opgebouwd over Zuidoost Azië (in het bijzonder Indonesië) en het Caraïbisch gebied (in het bijzonder Suriname, Aruba en de Nederlandse Antillen). De collectie bestaat uit circa een miljoen – merendeels postkoloniale – boeken en bijzondere collecties, waaronder 150.000 gedigitaliseerde historische foto’s, en voorts kaarten, prenten en unieke archieven.
Op 1 juli 2014 werd het beheer van deze collectie overgedragen van de Koninklijke Nederlandse Akademie van Wetenschappen (KNAW) aan de Universiteitsbibliotheek Leiden.

### Oosterse collecties

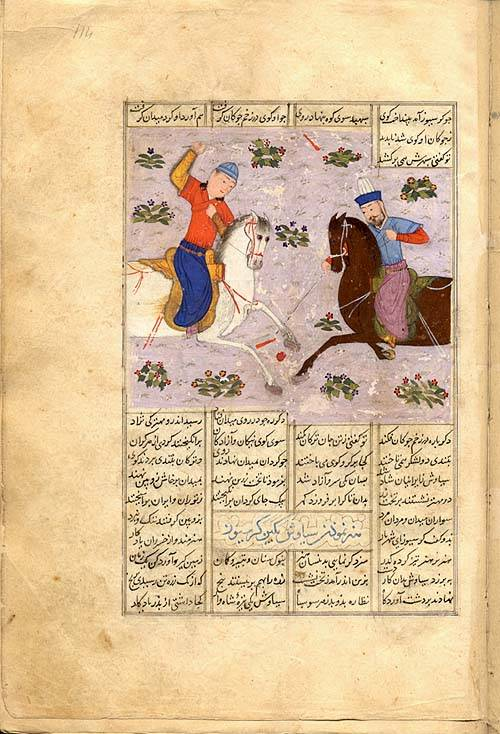
Shahnama door Manṣūr b. Ḥasan Firdawsī (uit de collectie van Levinus Warner)

Vanaf het begin was de studie van de Oriënt van vitaal belang voor de nieuwe universiteit. Theologen studeerden Semitische talen om de betekenis van de Bijbel te doorgronden. Politieke en commerciële belangen brachten de nieuwe Republiek der Zeven Verenigde Provinciën ertoe om relaties te ontwikkelen met de vijanden van haar vijanden waaronder het Ottomaanse Rijk, dat op dat moment op het hoogtepunt van zijn macht was. Tijdens haar expansionistische politiek verkreeg de Republiek het zeggenschap over de Indonesische archipel en andere gebieden in Zuidoost–Azië. In Japan handhaafden Hollandse handelaren een exclusieve handelspost ten nadele van alle andere Europese machten.
Over vier eeuwen hebben talloze manuscripten, gedrukte boeken en foto's over de Oriënt en oosterse studies hun weg gevonden naar de Universiteitsbibliotheek Leiden. Oosterse studies in Leiden bloeien nog steeds en de Oosterse Collecties groeien verder om de behoeften van de nationale en internationale wetenschappelijke gemeenschap te vervullen. De kern van de bijzondere Oosterse Collecties van de Universiteitsbibliotheek Leiden wordt gevormd door 1000 manuscripten uit het Midden-Oosten, afkomstig van Levinus Warner (1619-1665), gezant bij de Divan in Constantinopel: het Legatum Warnerianum (het Legaat van Warner). In 1883 werd de collectie aangevuld met de aankoop bij Brill van 664 Arabische handschriften op het gebied van de klassieke letteren en islam afkomstig van Amin b. Hasan al-Halawani al-Madani, een islamgeleerde en boekhandelaar afkomstig uit Medina.

### Prentenkabinet
Het Prentenkabinet is opgericht in 1822 en het bezit kunst uit de zestiende eeuw tot en met hedendaagse kunstwerken: mythologische taferelen uit de Italiaanse Renaissance, daguerrotypes, de grootste portrettencollectie in Nederland, stereofotografie, Nederlandse landschappen van Rembrandt en zijn leerlingen. De collectie omvat ongeveer 12.000 tekeningen, 100.000 prenten en 80.000 foto's. Belangrijke Nederlandse kunstenaars zijn vertegenwoordigd zoals Goltzius, Visscher, Rembrandt, Troost, Maris, Toorop, en Veldhoen, maar ook prominente kunstenaars uit andere Europese scholen zoals Hogarth, Callot, Canaletto, en Dürer zijn vertegenwoordigd met werken tot 1900.
De collectie fotografie geeft een representatief overzicht van de vele facetten van het medium fotografie en van de procedés die in de geschiedenis van de fotografie zijn ontwikkeld. Het verzamelgebied omvat de fotografie vanaf de uitvinding (1839) tot heden, met de nadruk op Nederlandse fotografie en op diversiteit in procedés. De collectie bezit voorbeelden van vrijwel alle Nederlandse fotografen, van anonieme negentiende-eeuwse pioniers, naast werk van Piet Zwart en Paul Citroen tot Ed van der Elsken en Johan van der Keuken, en veel aandacht voor hedendaagse fotografen zoals Erwin Olaf en Hendrik Kerstens.

### Westerse gedrukte werken

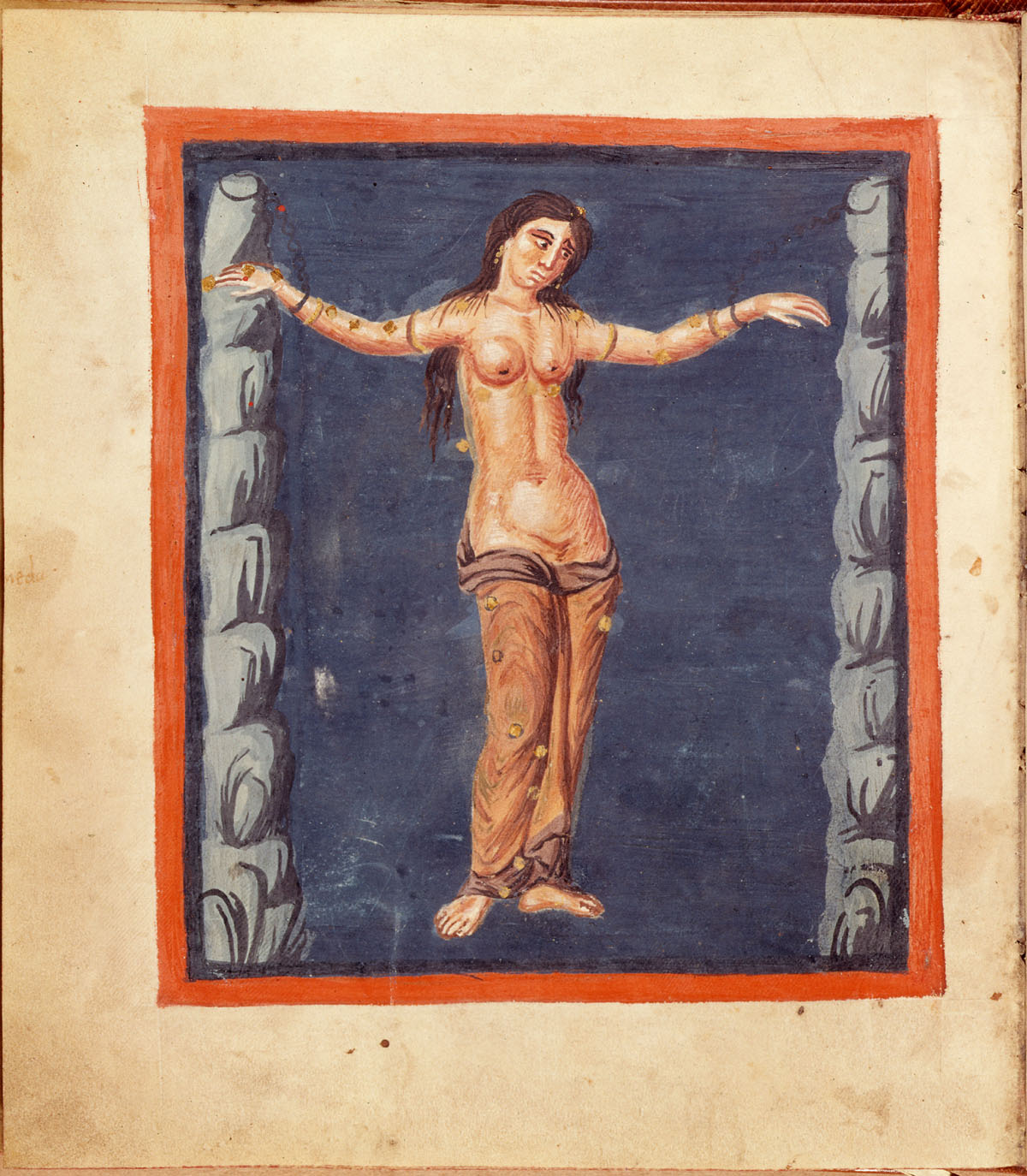
Het Leidse Aratea-handschrift

De collectie Westerse gedrukte werken bevat alle westerse boeken die zijn gedrukt voor 1801 (inclusief 700 incunabulen) evenals de zeldzame en kostbare werken die zijn gedrukt na 1801. In de loop van vier eeuwen is het boekenbezit vooral vermeerderd dankzij de legaten, schenkingen en aankopen uit het bezit van geleerden. Daarnaast verkreeg de bibliotheek ook het recht op een exemplaar van elk boek waarvoor de Staten van Holland privilege tot drukken gaven. De collectie omvat ook de meer dan honderdduizend gedrukte werken uit de bibliotheek van de Maatschappij der Nederlandse Letterkunde, sinds 1876 als langdurig bruikleen gedeponeerd in de universiteitsbibliotheek.

### Westerse manuscripten
De collectie Westerse manuscripten bevat alle westerse manuscripten (waaronder 2500 middeleeuwse manuscripten en fragmenten en 25.000 moderne manuscripten), 300.000 brieven, archieven en 3000 geannoteerde prenten van de universiteitsbibliotheek en de archieven van de universiteit.

### Bibliotheca Neerlandica Manuscripta
Nauw verbonden met de collectie Westerse Handschriften is de zogeheten Bibliotheca Neerlandica Manuscripta, een gegevensbank in elektronische vorm over handschriften met Middelnederlandse teksten, oorspronkelijk opgezet als de persoonlijke documentatie van de neerlandicus Willem De Vreese. Na diens dood kwam het materiaal in de Leidse universiteitsbibliotheek terecht. De gegevens over tienduizenden handschriften zijn voor een groot deel online te raadplegen.

### De Liagre Böhl-collectie

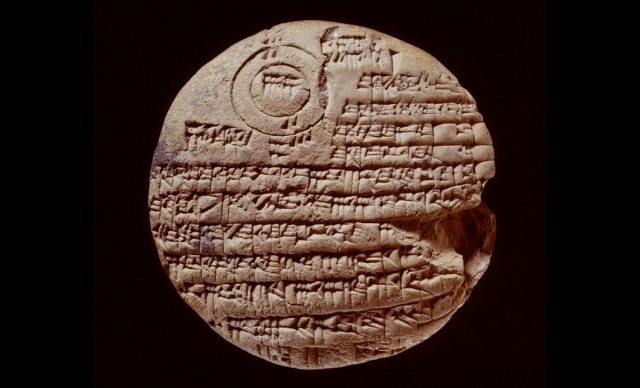
Kleitablet met Oud-Babylonische tekst: geïllustreerd wiskundeprobleem. Wat is de lengte van de ronde stadsmuur na de uitbreiding? Klei, Lagaba (Zuid-Irak), ca. 1700 voor Christus (inv.nr. LB 1821).

De De Liagre Böhl-collectie bevat 3.000 spijkerschrifttabletten van Sumerische en Babylonische/Assyrische oorsprong, de grootste collectie in zijn soort in Nederland. De collectie werd in de jaren 1920 en 1930 bijeengebracht door F.M.Th. de Liagre Böhl, hoogleraar assyriologie aan de Universiteit Leiden en mededirecteur van het NINO 1939-1955. In de tabletcollectie zijn diverse tekstgenres aanwezig: literaire teksten, voortekenen, bezweringen, archiefteksten etc. Naast de tabletten omvat de collectie een kleiner aantal zegels en bullae. De collectie werd in 2024 in langdurig bruikleen gegeven en overgebracht van het NINO naar de Universiteitsbibliotheek Leiden.

### Scaliger Instituut

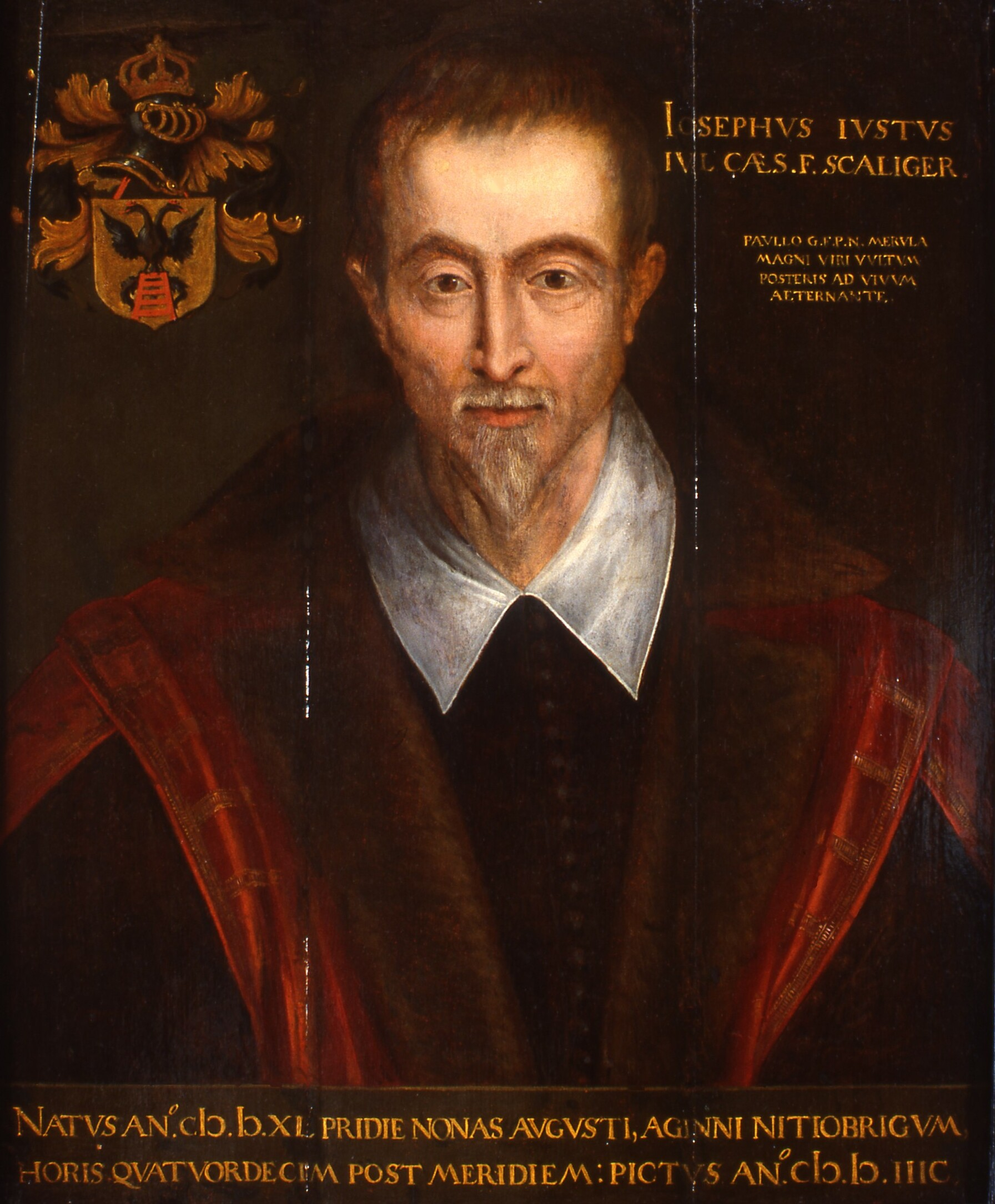
Josephus Justus Scaliger, schilderij van Paulus Merula, derde Bibliothecaris van de Universiteit Leiden, 1597.

Het Scaliger Instituut, opgericht in 2000, tracht het gebruik van de bijzondere collecties in zowel onderwijs als onderzoek te stimuleren en te faciliteren. Het Instituut stelt expertise en een speciale werkomgeving ter beschikking, organiseert lezingen, symposia, masterclasses en bijzondere cursussen. Ook maakt het beurzen beschikbaar voor junior en senior wetenschappers uit binnen- en buitenland om onderzoek te verrichten in Leiden voor een langere periode. De verschillende beurzen, waaronder de Brill, Elsevier, Lingling Wiyadharma, Van de Sande, Juynboll en Ailion fellowships, richten zich op onderscheiden wetenschapsgebieden en/of geografische gebieden.
De Scaliger leerstoel, verbonden met zowel het Instituut van de Universitaire Bibliotheken Leiden als met de Faculteit der Geesteswetenschappen, heeft als doel het onderwijs en het onderzoek, gebruikmakend van de Leidse Bijzondere Collecties, te stimuleren en activiteiten te organiseren voor een academisch en algemeen publiek.
Scaliger hoogleraren:
- Wim Gerritsen (2002-2007)[7]
- Harm Beukers (2007-2016)
- Erik Kwakkel (2016-2018)
- Rick Honings (2020-heden)[8]

Daarnaast wordt geregeld een internationaal vooraanstaande onderzoeker benoemd tot ‘Visiting Scaliger Professor’ die o.m. de Scaliger-lezing verzorgd: Anthony Grafton (2009), François Déroche (2010), Peter Frankopan (2017), Ted Underwood (2019).
Het Instituut werd genoemd naar Josephus Justus Scaliger (1540-1609), de beroemdste Leidse wetenschapper gedurende de vroege jaren van het bestaan van de universiteit en een weldoener van de Universiteitsbibliotheek. Na zijn dood ontving de universiteitsbibliotheek via een legaat zijn exceptionele collectie van manuscripten en al zijn oosterse boeken.

### Specifieke informatie
- Aandachtsgebieden: archeologie, antropologie, astronomie, cartografie, filosofie, geschiedenis, klassieken, kunst, literatuur, medicijnen, opvoedkunde, oriëntalistiek, papyrologie, politicologie, rechten, religie, uitgeverij, wetenschappen.
- Individuele collecties (keuze): D. Bierens de Haan, Willem Bilderdijk, J.T. Bodel Nijenhuis, G.J.P.J. Bolland, J. Golius, Robert van Gulik, A.P.H. Hotz, J. Huizinga, Constantijn en Christiaan Huygens, Justus Lipsius, F. Kellendonk, P. Marchand, E.M. Meijers, K.H. Miskotte, J. Oort, V. Perelešin, M. Rijke, Josephus Justus Scaliger, C. Snouck Hurgronje, C.P. Tiele, H.N. van der Tuuk, I. Vossius, L. Warner, N. van Wijk, Jan Wolkers.
- Institutionele collecties (keuze): Uitgeverij Bohn, Uitgeverij Sijthoff, Bibliothèque Wallonne, NHK (Nederlandse Hervormde Kerk), Seminarium Remonstrantum, ISIM (International Institute for the Study of Islam in the Modern World), Zaken Overzee, Sterrewacht Leiden.

## Documenten ingeschreven op de UNESCO Werelderfgoedlijst

La Galigo, een creatiemythe uit Sulawesi. Pagina uit het Leiden manuscript.

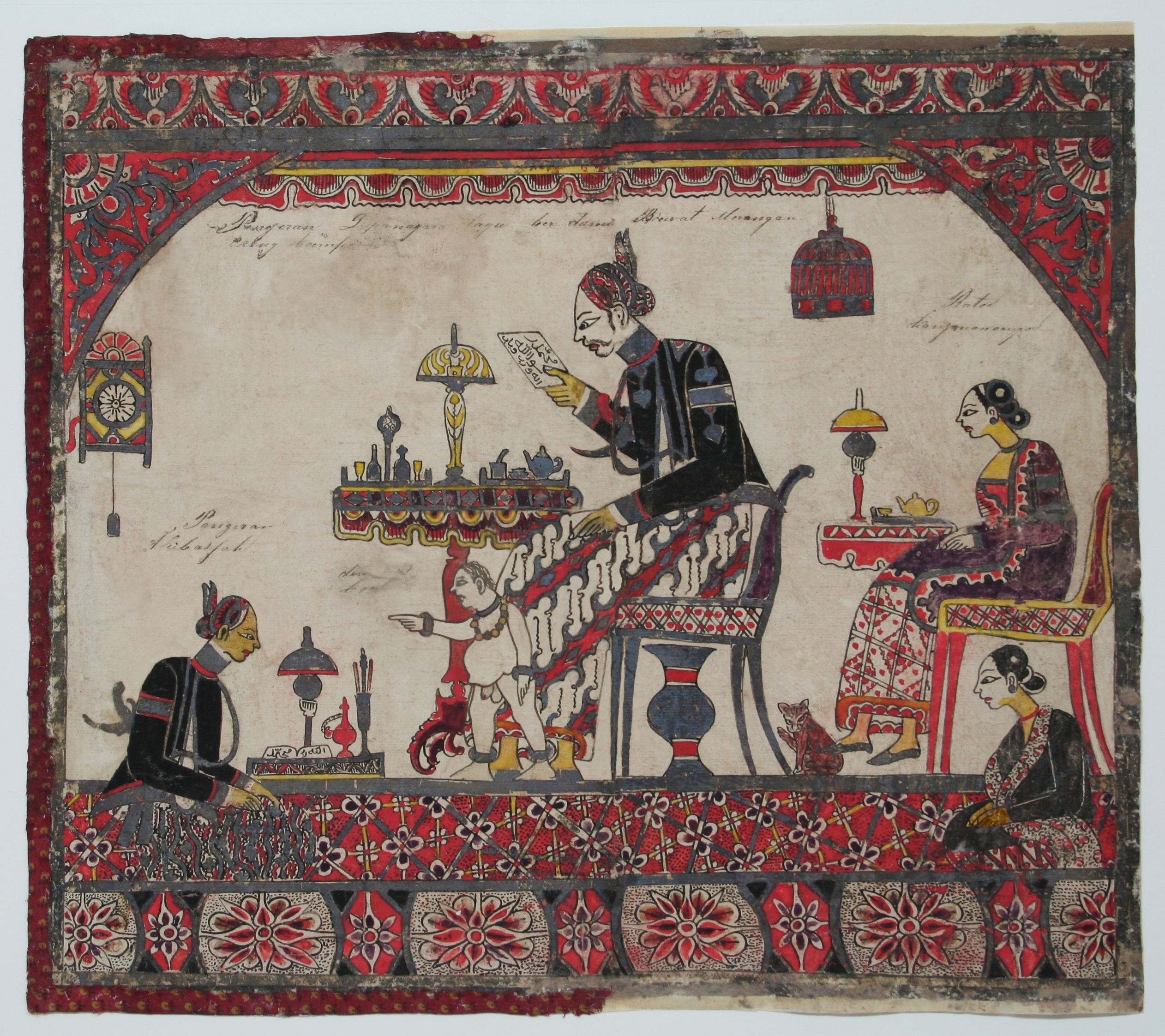
Javaanse prins Diponegoro leest een mystieke islamitische tasawwuf tekst in Makassar, 1833-1855. Babad Diponegoro manuscript, Universitaire Bibliotheken Leiden.

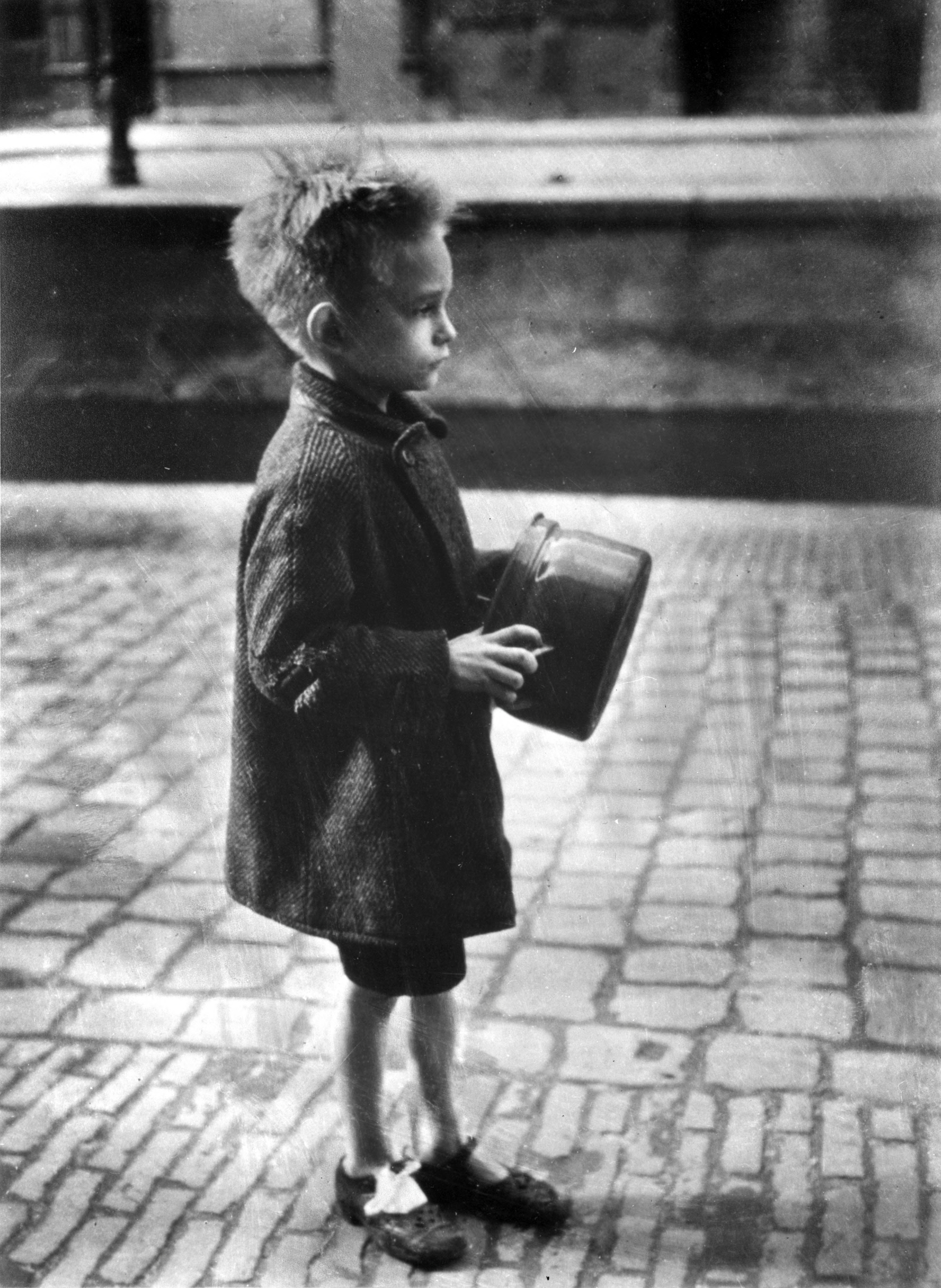
Emmy Andriesse: foto van een jongen met een pannetje tijdens de Hongerwinter (1944-1945) in Amsterdam. Universitaire Bibliotheken Leiden.

Op UNESCO Werelderfgoedlijst staan documenten geregistreerd die een universele waarde en een uitzonderlijke betekenis voor de wereld hebben.

### Internationale Memory of the World Register
- Het Buginese manuscript La Galigo (25 mei 2011).[9] Uit de NBG-collectie. NBG-Boeg 188[10]
- Kroniek van Diponegoro – De Nederlandse vertaling van het autobiografische manuscript van de Javaanse prins Diponegoro (1785-1855), nationale held en pan-islamist (18 juni 2013). Uit de KITLV-collectie. D H 589 a[11]
- De manuscripten met de eeuwenoude Panjiverhalen over de mythische Javaanse prins Panji (30 oktober 2017).[12][13]
- Reis rond de wereld van Ferdinand Magellaan: Viagem de Fernao de Magalhaes, secundum narrationem cuiusdam socii et suppletus ex aliis fontibus, lusitanice (18 mei 2023).[14] VLF 41[15]
- Hikayat Aceh-manuscripten (18 mei 2023).[14] Or. 1954[16] en Or. 1983[17]
- Kartini Letters and Archive (11 april 2025).[18] Uit de KITLV-collectie. [19]

### Nederlandse Memory of the World Register
- De Ondergedoken Camera met o.m. foto's van Emmy Andriesse (17 april 2025). [20] [21]

## Topstukken uit de Leidse collecties
- Plinius de Oudere, Naturalis historia of 'Leiden Plinius', MS VLF 4, eerste helft 8ste eeuw.[22]
- 'Leyden Manuscript'. Fragment (Latijns, Bretons/Cornisch): Medische recepten, MS VLF 96 A, laat 8ste eeuw/9de eeuw.[23]
- 'Leiden Glossary'. MS VLQ 69, 800. [24]
- ‘Leidse Aratea’. Aratus (dichter), Phaenomena interprete Claudio Germanico Caesare, MS VLQ 79, 813-840. [25]
- Lucretius, De rerum natura, MS VLF 30, 825. [26]
- Lucretius, De rerum natura, MS VLQ 94, eerste helft 9de eeuw. [27]
- 'Anonymus Leidensis', De situ orbis, MS VLF 113 p.II, 850-875. [28]
- Composite manuscript, two parts (Latin): 1. (ff. 1r-65v) Old Testament: 1 Maccabees, and other text(s). - 2. (ff. 150-211) Index and vocabulary on Vegetius' Epitoma rei militaris, and other text(s), MS PER F 17, 10th century.[29]
- Ibn Hazm, Ṭawq al-ḥamāma fī 'al-ulfa wa-al-ullīf, MS Or. 927, 1002.[30]
- Liber manualis or notebooks of Ademar of Chabannes, MS VLO 15, 1023-1025. [31]
- ‘Leiden Dioscorides’. Dioscorides, Kitāb al-Ḥašāʾiš fī hāyūlā al-ʿilāg ̌al-ṭibbī (De materia medica), MS Or. 289, 1083.[32]
- 'Leidse Willeram, MS BPL 130, 1090-1110?.[33]
- 'Leiden Saint Louis Psalter', MS BPL 76 A, 1190.[34]
- Abu Ishaq Ibrahim ibn Muhahammad al-Farisi al-Istakhri, مختصر كتاب المسالك والممالك لابي اسحاق ابراهيم بن محمد الاصطخري / World map in a summary of Kitab al-masalik wa’l mamalik, MS Or. 3101, 1193.[35]
- Rasji, Peirush, MS Or. 4718, 13de eeuw.[36]
- ‘Leiden Jerusalem Talmud’, MS Or. 4720, 1289.[37]
- Ferguut, MS LTK 191, c. 1325. [38]
- Vincent van Beauvais, Miroir historial, MS VGG F 3 A, 1332-1335.[39]
- Diederik van Assenede, Floris ende Blancefloer, MS LTK 191 , 1325-1350. [38]
- Penninc en Pieter Vostaert, Roman van Walewein, MS LTK 195, 1350.[40]
- Heinric van Aken, Roman van Heinric ende Margriete van Limborch, MS LTK 195, 1350.[40]
- Jacob van Maerlant, Der naturen bloeme, MS BPL 14 A, 1366?.[41]
- Esopet, MS LTK 191, c. 1350. [38]
- Wirnt von Gravenberg, Wigalois, MS LTK 537, 1372.[42]
- Shahnama, MS Or. 494, 1437.[43]
- Jan Gossaert, De Spinario, PK-T-AW-1041, 15??-1532.[44]
- Pseudo-Albertus Magnus, Alchemical miscellany (German, Latin): De lapidibus and other text(s), MS VCF 29, 1522-1566.[45]
- Melchior Lorck, Prospect of Constantinople, BPL 1758, 1559.[46]
- Zakariya al-Qazwini, Wonderen van wezens en vreemde dingen uit de natuur, MS Or. 8907, 1602.[47]
- Rembrandt, Adam and Eve (Study for Bartsch 28), PK-T-AW-1097, 1638.[48]
- Willem Piso, Georg Marcgraf and Johannes de Laet, Historia Naturalis Brasiliae, 1407 B 3, 1648.[49]
- Christiaan Huygens, Wetenschappelijk archief ‘Codices Hugeniani’, 17de eeuw.[50]
- Georg Eberhard Rumphius, Amboinsch Kruidboek, MS BPL 314, 1692-1701.[51]
- Raden Adjeng Kartini, Kartini Letters, 1900-1926.[52][53]
- Frank Scholten, Travel and street photography made in Europe and Palestine, 1921-1923. [54]
- Paul Citroen, Metropolis, PK-F-57.337, 1923.[55]
- Emmy Andriesse, Foto collectie, 1930-1953.[56]
- Jan Wolkers, Archief, 1930-2007.[57]
- Frans Kellendonk, Archief, 1971-1991.[58]
- Hendrik Kerstens, Paula, fotoserie, 1992- .[59]
- Erwin Olaf, Liberty - pest en honger tijdens LB, PK-F-2011-0036, 2011.[60]

## Bibliothecarissen van de Universiteit Leiden

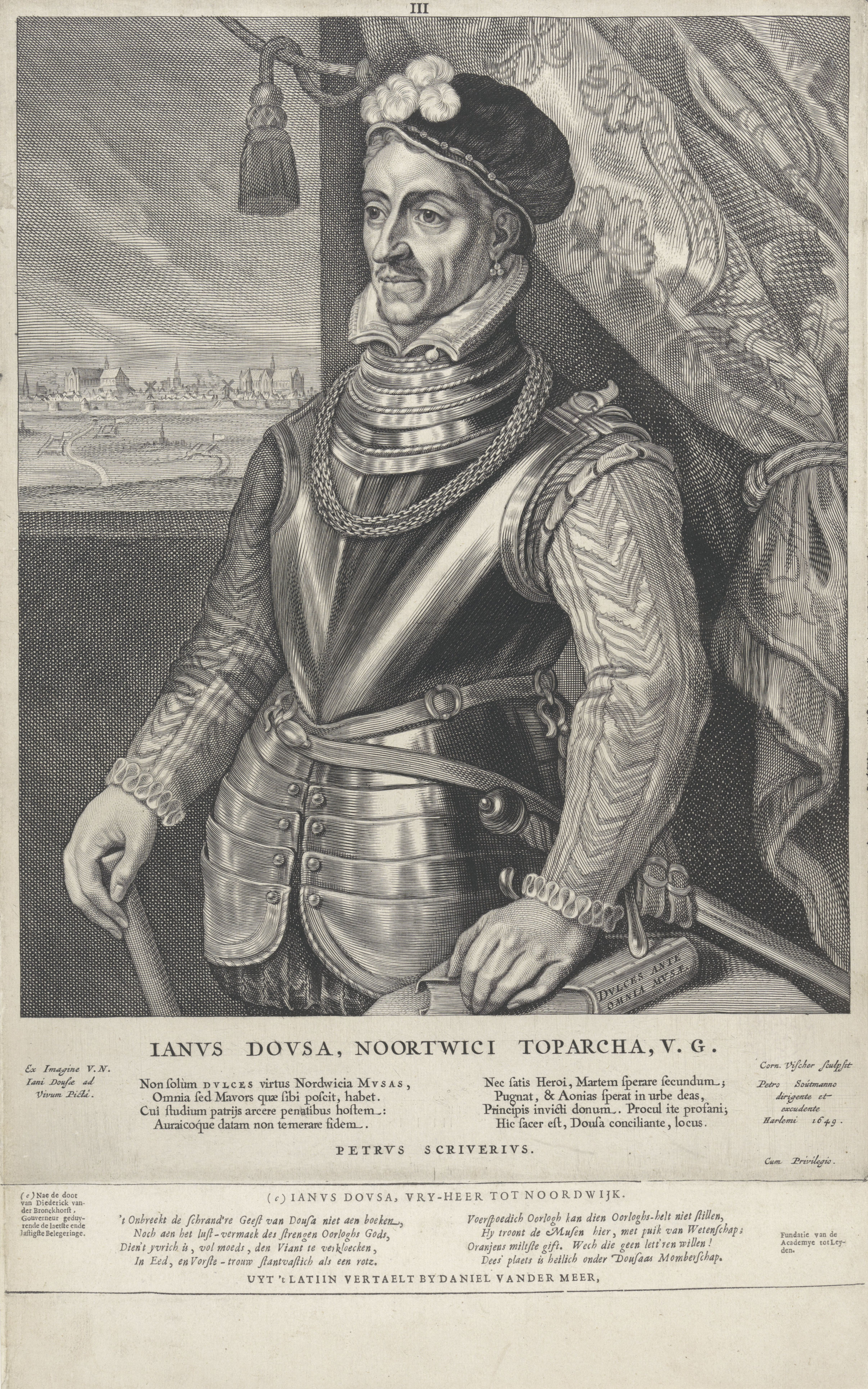
Janus Dousa, eerste Bibliothecaris van de Universiteit Leiden

Sinds de oprichting van de Universiteit in 1575 zijn er 25 bibliothecarissen van de Universiteit Leiden geweest:
| - Janus Dousa (1585–1593) - Janus Dousa Filius (1593–1596) - Paulus Merula (1597–1607) - Daniël Heinsius (1607–1655) - Anthony Thysius (1655–1665) - Johannes Fredericus Gronovius (1665–1671) - Fredericus Spanheim (1672–1701) - Wolfendus Senguerdus (1701–1724) - Petrus Burmannus (1724–1741) - David van Royen (1741) - Abraham Gronovius (1741–1775) - David Ruhnkenius (1775–1798) - Daniël Wyttenbach (1798–1820) | - Johannes van Voorst (1820–1833) - Jacob Geel (1833–1858) - Willem Pluygers (1859–1879) - Willem Nicolaas du Rieu (1880–1897) - Scato Gocko de Vries (1897–1924) - Frederik Casparus Wieder (1924–1938) - Tietse Pieter Sevensma (1938–1947) - Antoine Hubert Marie Cornelis Kessen (1947–1961) - Johan Remmet de Groot (1961–1983) - Jacques van Gent (1983–1993) - Paul Gerretsen (1994–2004) - Kurt De Belder (2005–heden) |

Sinds 1951 is er een personele unie tussen het bibliothecariaat van de Leidse Universiteit en dat van de Maatschappij der Nederlandse Letterkunde.

## Bibliotheeklocaties
- Universiteitsbibliotheek, Witte Singel 27, Leiden
- Asian Library, Witte Singel 27, Leiden (architecten: Katja Hogenboom & Jasper Felsch)
- African Library, Witte Singel 27A, Leiden (Afrika-Studiecentrum)
- Middle Eastern Library, Witte Singel 27A, Leiden
- Bibliotheek Rechten, Steenschuur 25, Leiden
- Bibliotheek Sociale Wetenschappen, Wassenaarseweg 52, Leiden
- Science Library, eerder Gorlaeus Bibliotheek en Bibliotheek Wiskunde & Informatica, Einsteinweg 55, Leiden
- Walaeus Bibliotheek (LUMC), Albinusdreef 2, Leiden
- Academisch Historisch Museum, Rapenburg 73, Leiden
- Wijnhaven Bibliotheek, Campus Den Haag, Turfmarkt 99, Den Haag
- KITLV-Jakarta, Jl. H.R. Rasuna Said Kav S-3, Jakarta, Indonesië

### Voormalige locaties
- 1587-1595: Academiegebouw, Rapenburg 73, Leiden.
- 1595-1983: Faliede Bagijnkerk, Oude UB, nu: College van Bestuur, Rapenburg 70, Leiden.

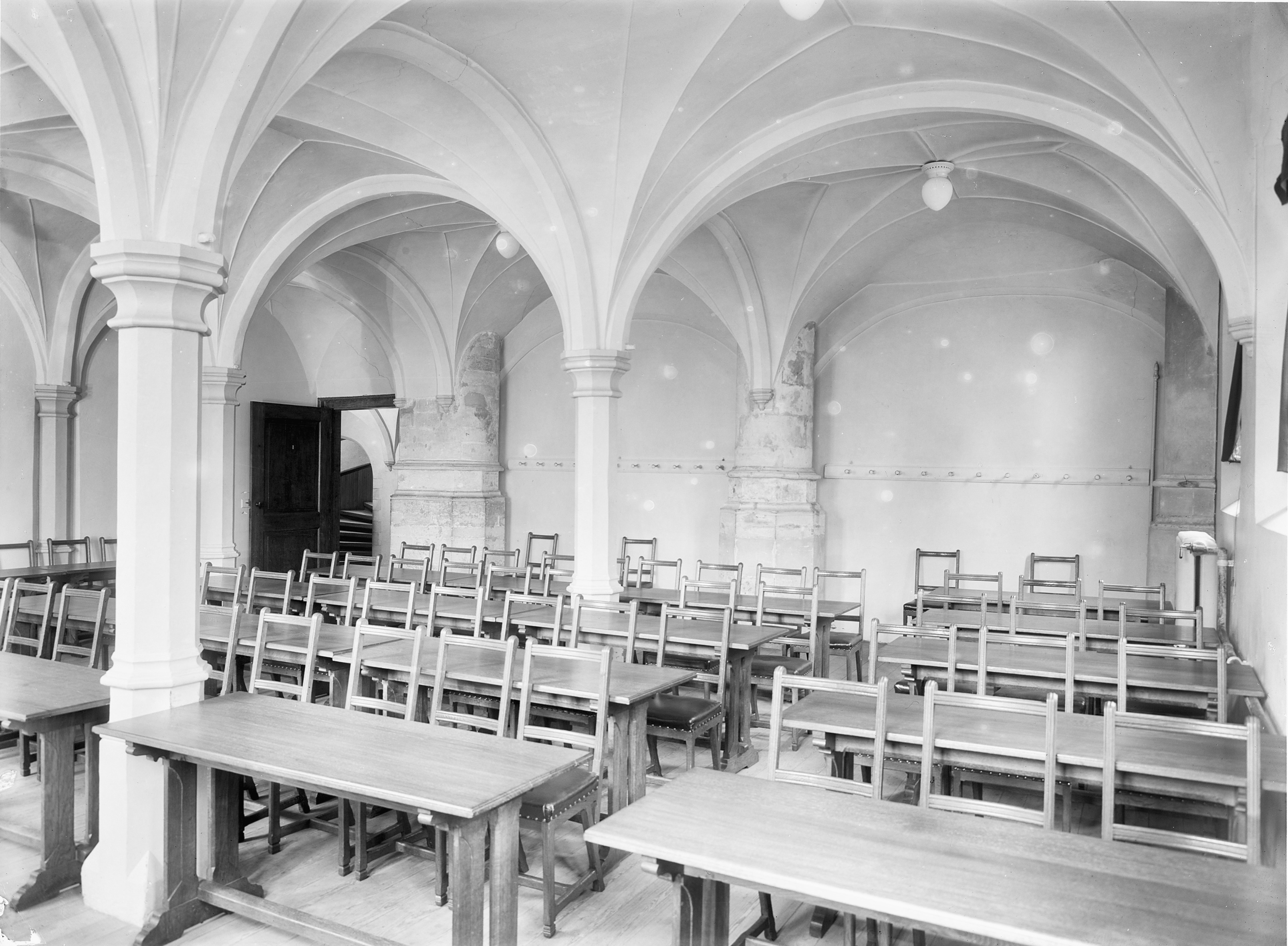
Gewelfkamer Rapenburg 73 (eerste locatie), 1940)
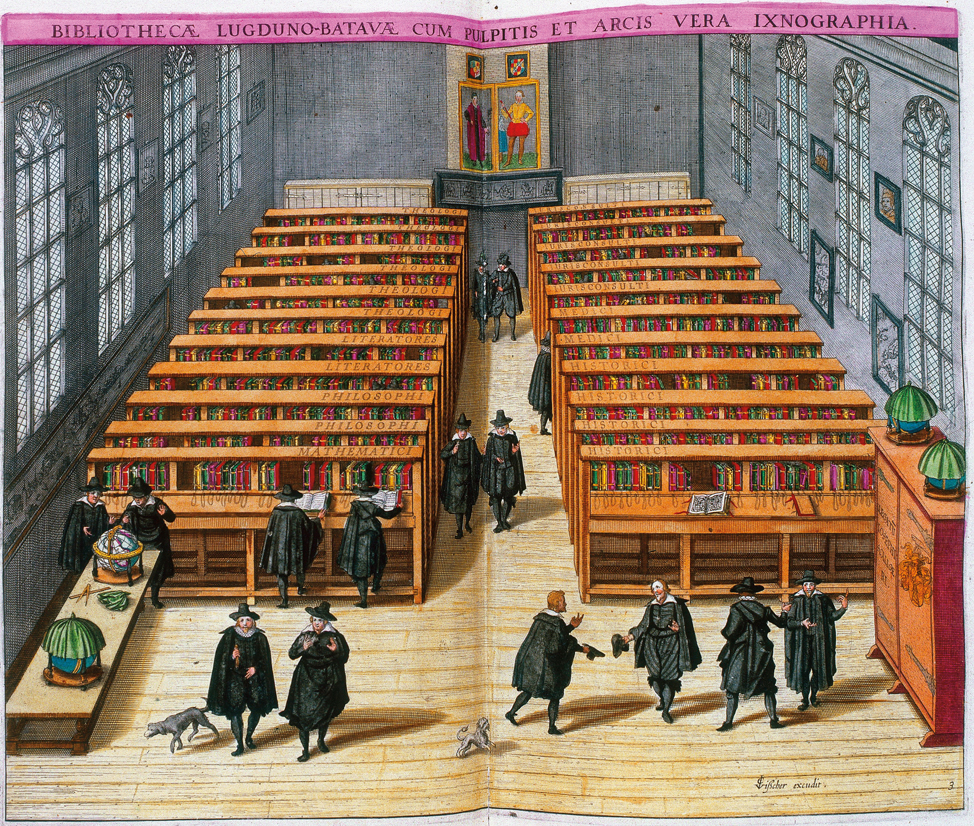
Bibliotheek aan Rapenburg 70 (1610) door Woudanus in Stedeboeck der Nederlanden, Amsterdam: Willem Blaeu, 1649
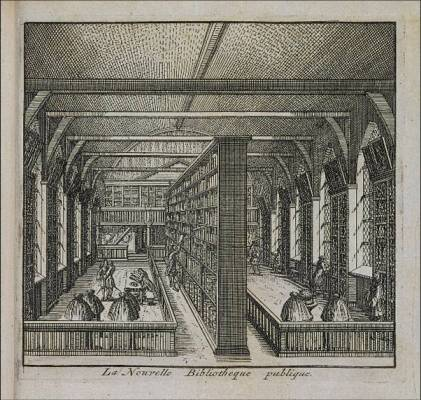
Locatie Rapenburg 70 (1694) La nouvelle bibliothèque, uit Les delices de Leide, une des célèbres villes de l'Europe, Leiden: P. van der Aa, 1712
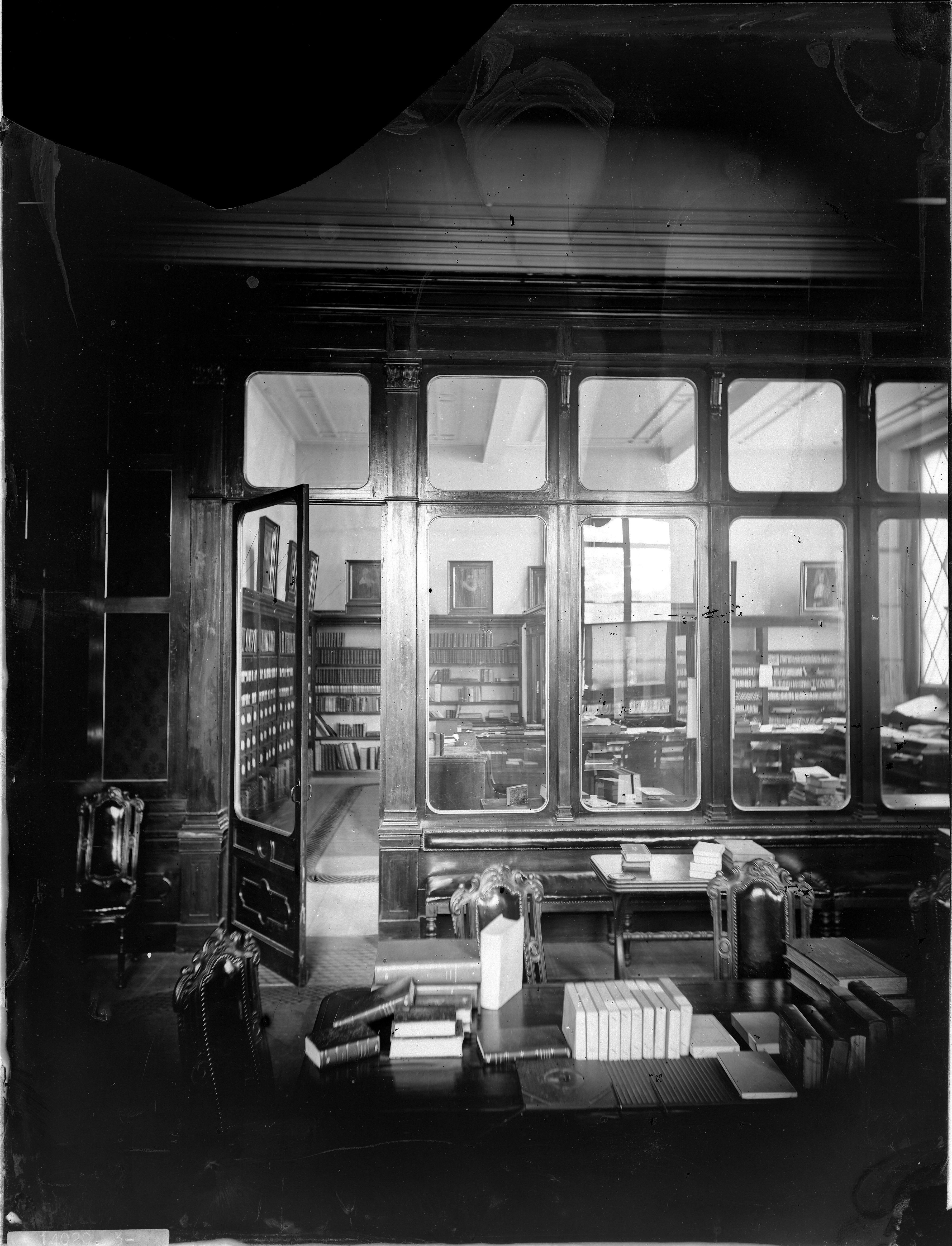
Interieur van de Universiteitsbibliotheek. Glasnegatief, circa 1880. Fotograaf: Jan Goedeljee (1824–1905).
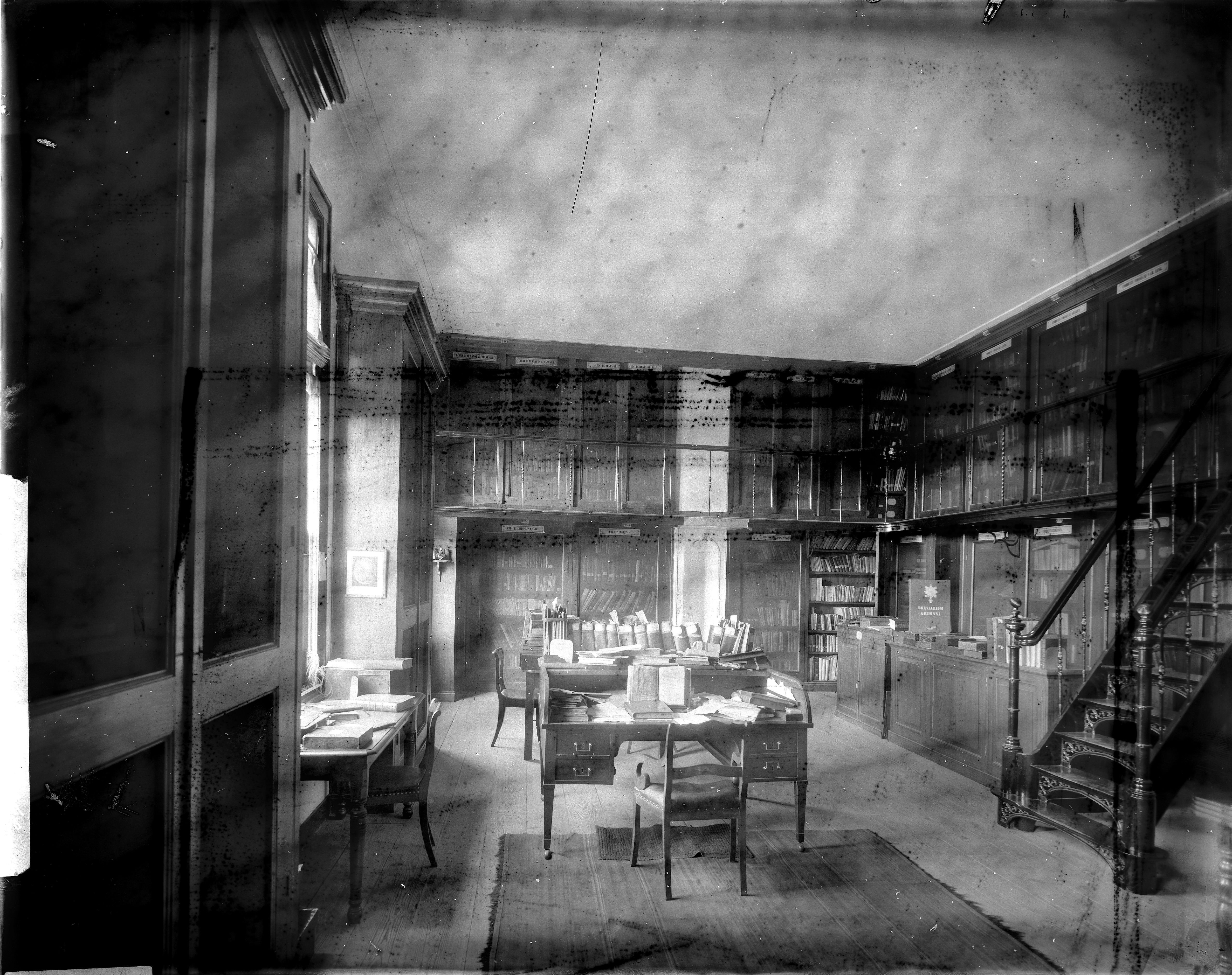
Leeszaal, Universiteitsbiblioteek. Glasnegatief, circa 1880. Fotograaf: Jan Goedeljee (1824–1905).
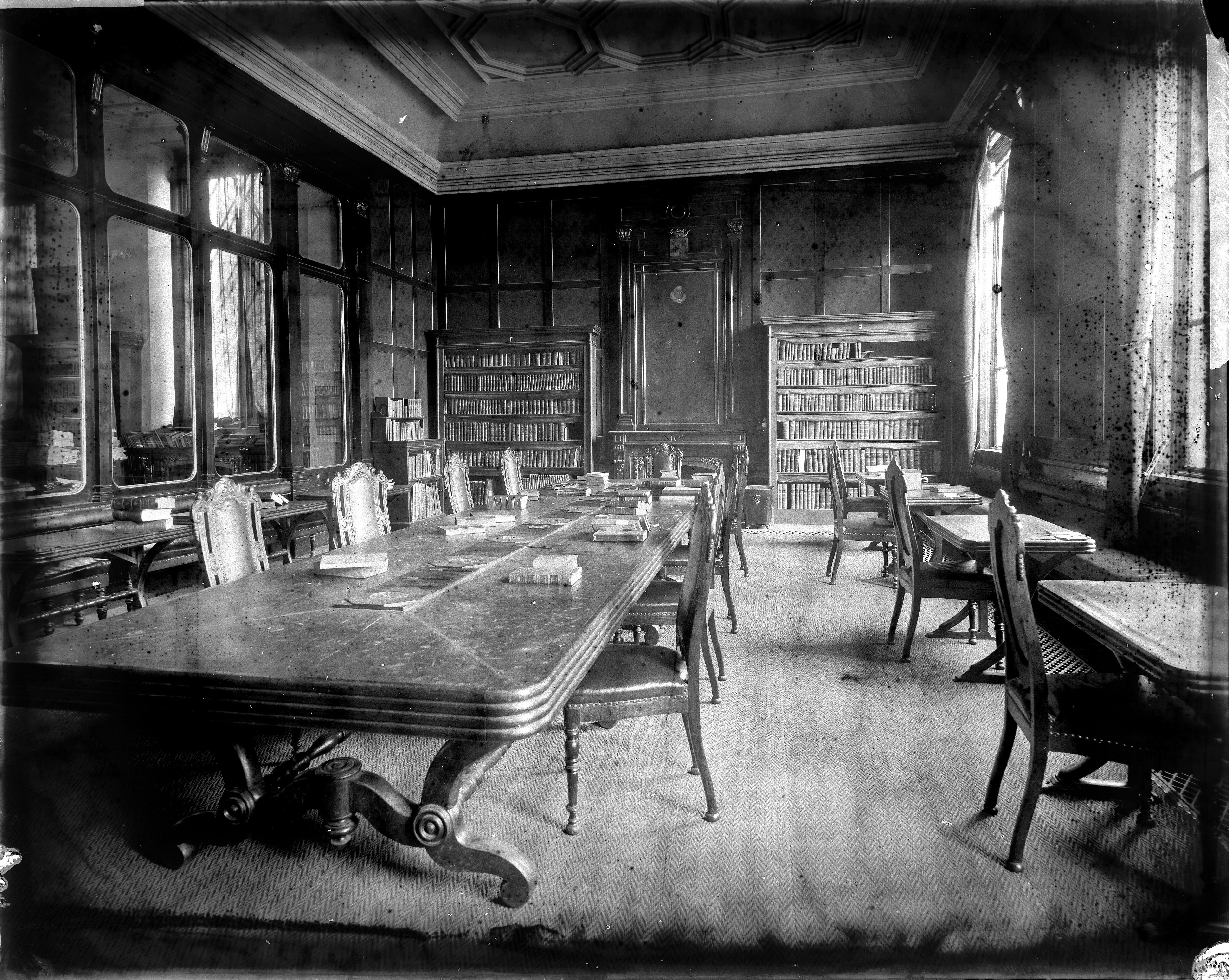
Leeszaal Universiteitsbibliotheek (glasnegatief, circa 1880). Fotograaf: Jan Goedeljee (1824-1905).
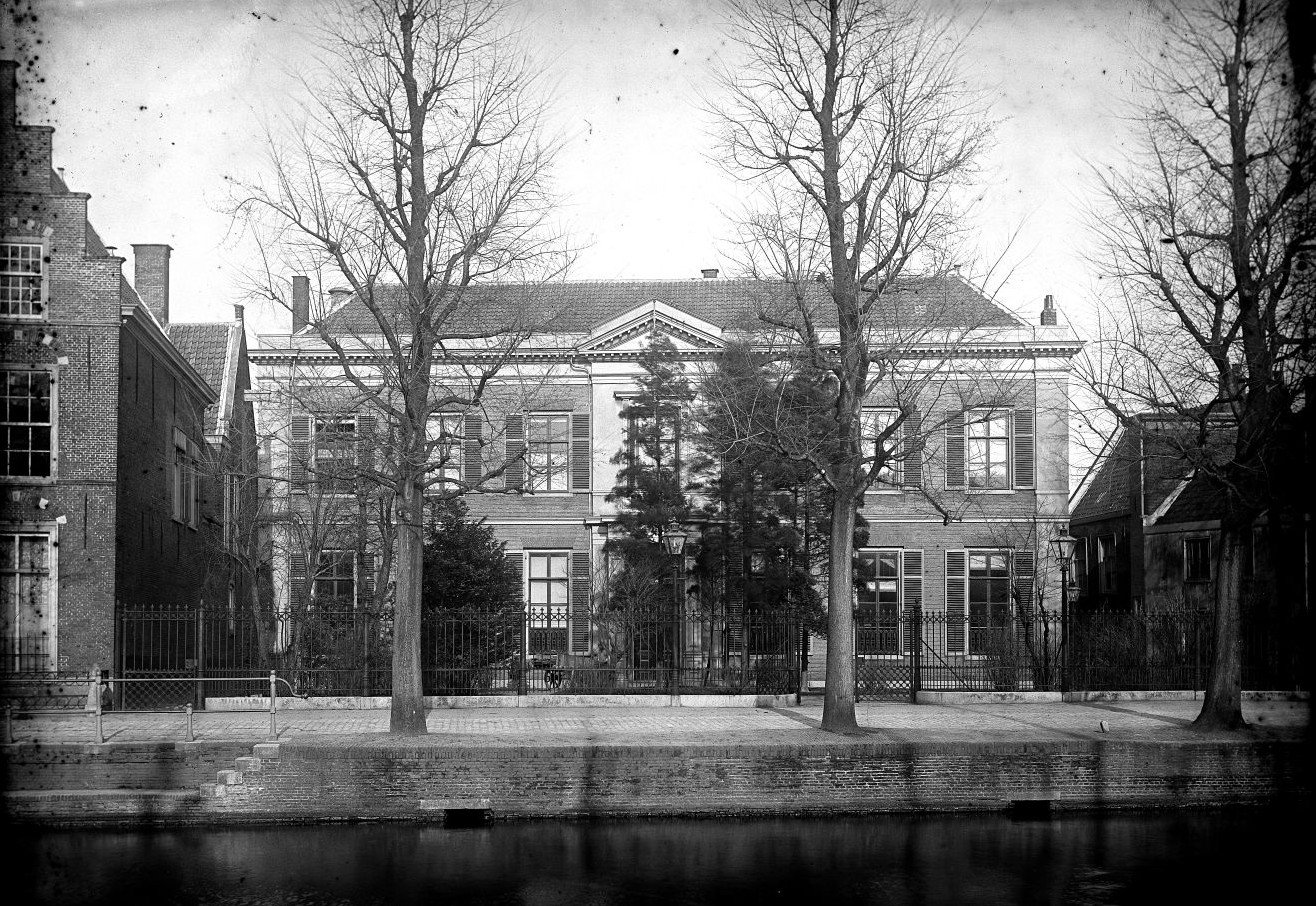
Rapenburg 70 (c.1890) (foto Jan Goedeljee)
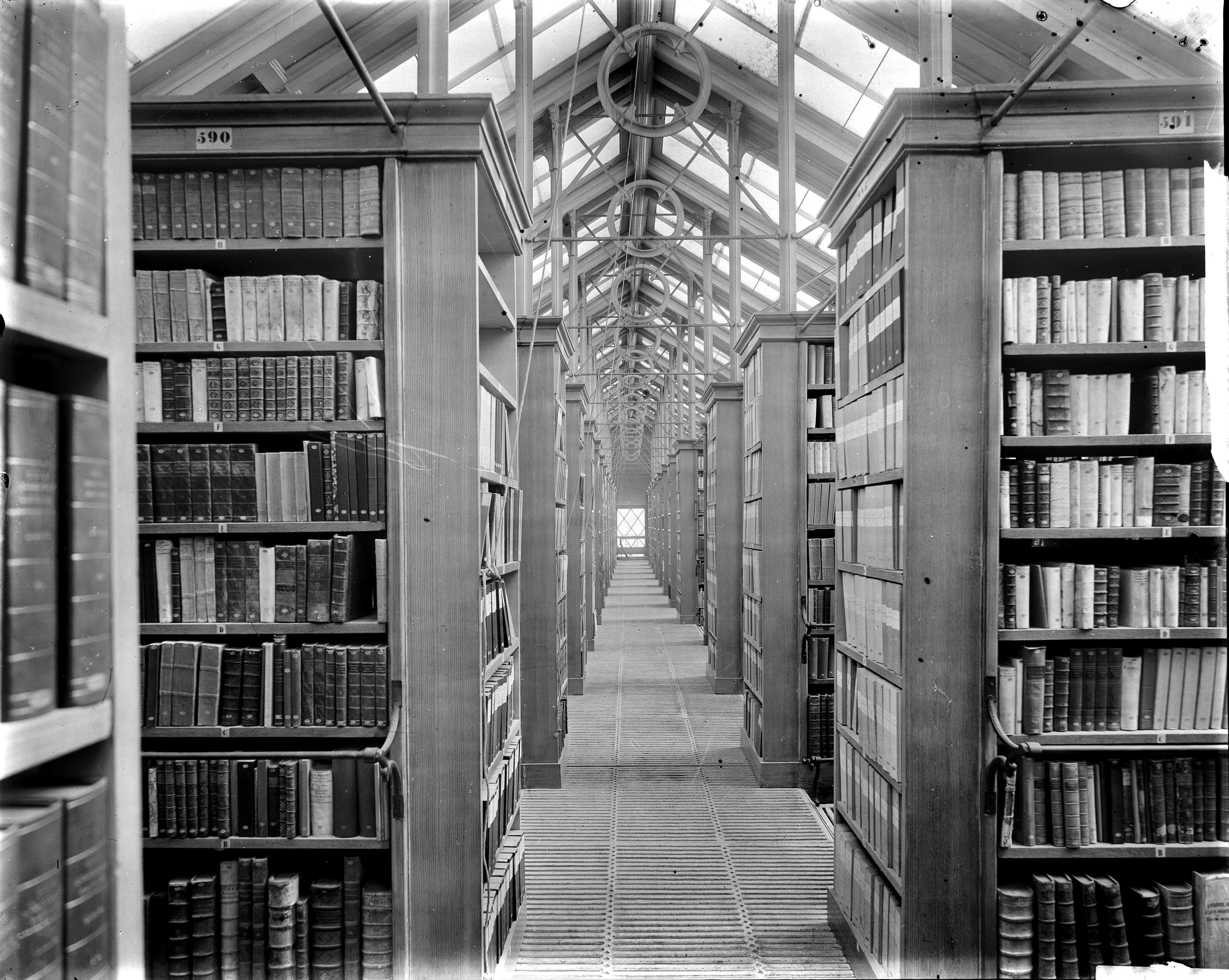
Gezicht op het depot van de universiteitsbibliotheek aan het Rapenburg in Leiden. Circa 1900.
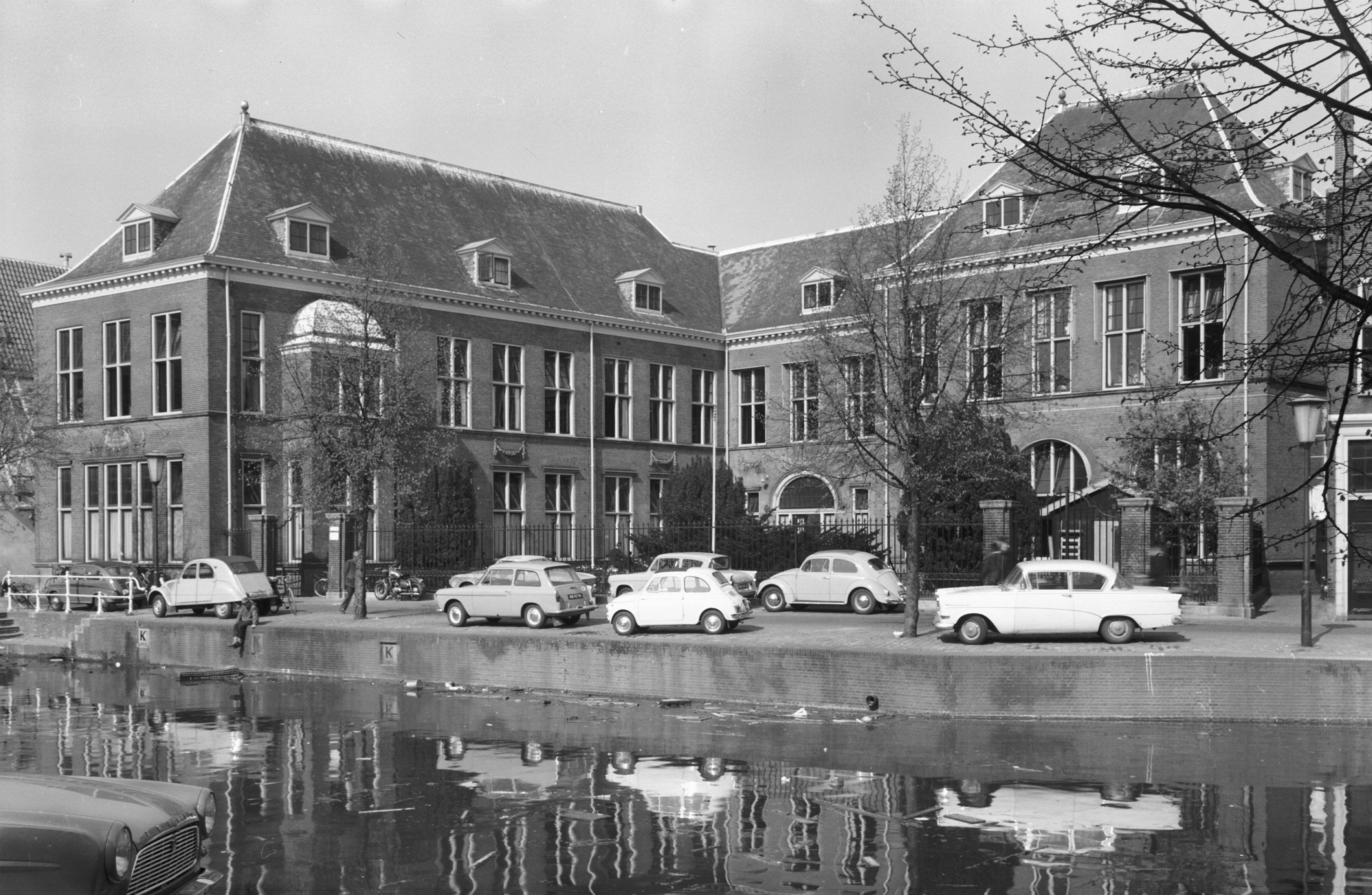
Rapenburg 70 (1963)
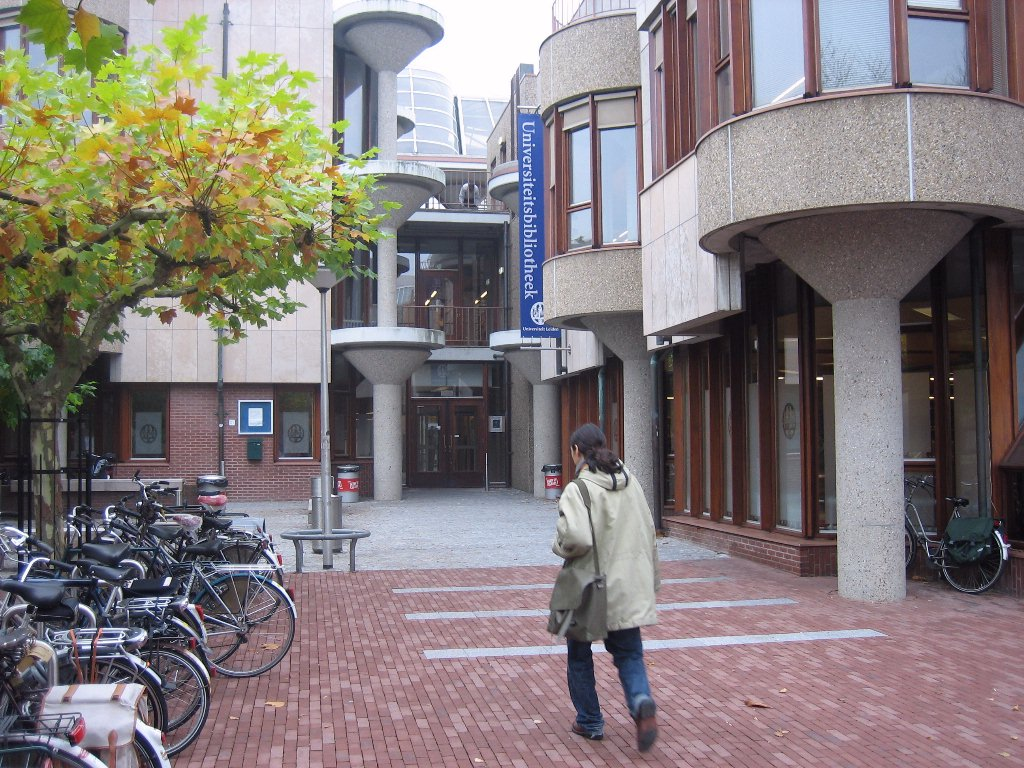
Witte Singel 27 (2006)
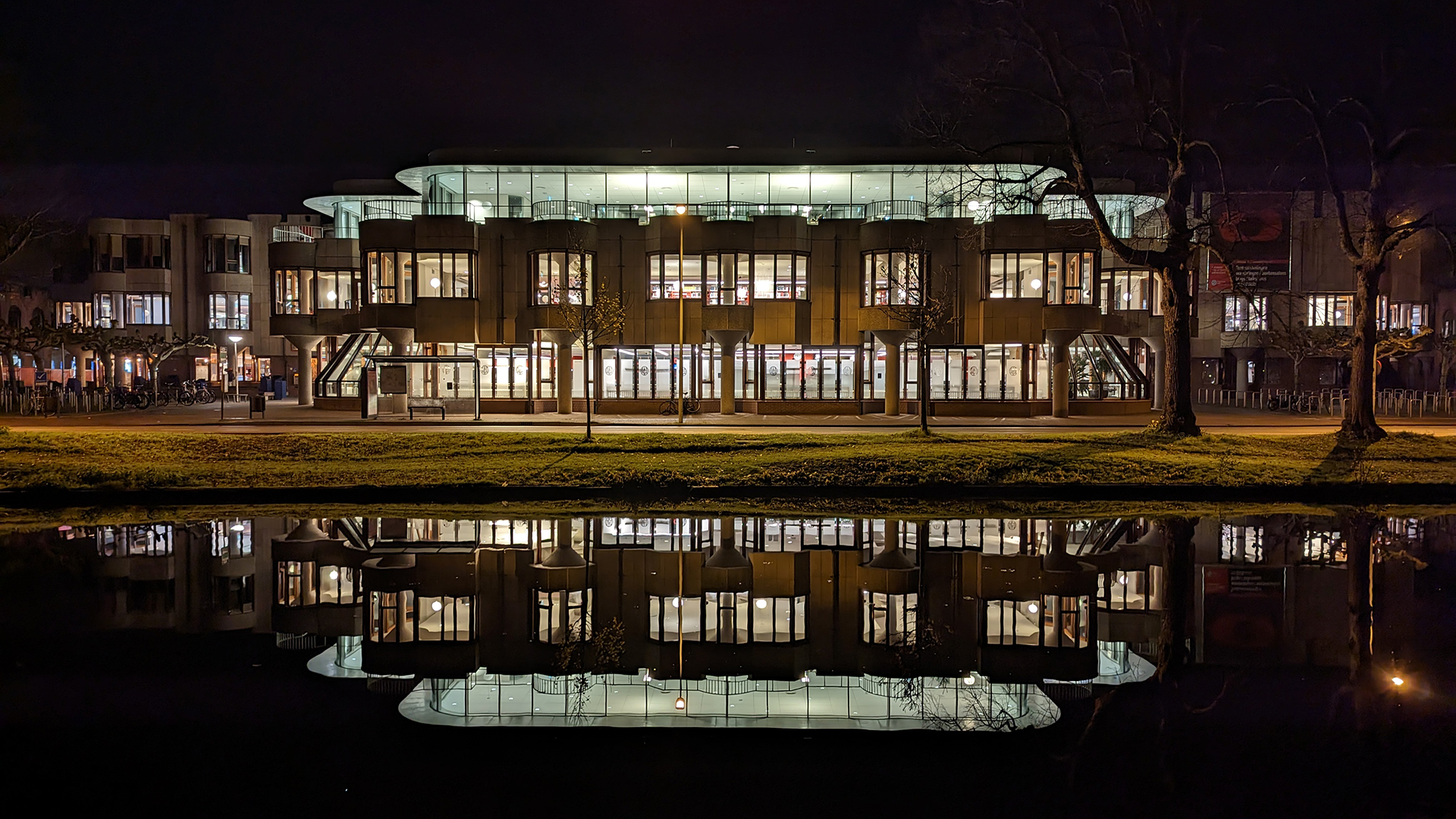
Universiteitsbibliotheek Leiden (2023)

## Fictie
- Frans Kellendonk (1951–1990) situeerde zijn roman Letter en Geest: een spookverhaal (1982) in de Universiteitsbibliotheek Leiden. Frits Mandaat, het hoofdpersonage in de roman, vervangt een zieke collega in de bibliotheek. Kellendonk werkte in 1979 voor een korte periode als vakreferent Engelse literatuur in de UB Leiden.

## Lidmaatschap
De UB Leiden is lid van:
- Centre for the Study of the Book, Bodleian Library
- FOBID, Federatie van Organisaties in het Bibliotheek-, Informatie- en Documentatiewezen
- IIIF International Image Interoperability Framework (Founding Member)
- IFLA, International Federation of Library Associations and Institutions
- LIBER, Ligue des Bibliothèques Européennes de Recherche / Association of European Research Libraries
- NVB, Nederlandse Vereniging voor Beroepsbeoefenaren in de bibliotheek-, informatie- en kennissector
- OAPEN Open Access Publishing in European Networks (Founding Member)
- SAE, Stichting Academisch Erfgoed
- UKB, het samenwerkingsverband van de dertien Nederlandse universiteitsbibliotheken en de Koninklijke Bibliotheek

## Programmering
De bibliotheek kent programma's rond verschillende thema's waarbij haar collecties worden uitgelicht:
- UBL Boekensalon.[61] Interviewprogramma met auteurs die hun boek toelichten en waarbij zij met specialisten van de UB Leiden ook in de collecties duiken, met o.m. Nadine Akkerman, Jacqueline Bel, Abdelkader Benali, Ingrid Biesheuvel, Frans Blom, Onno Blom, Martin Bossenbroek, Dirk van Delft, Wim van den Doel, Karwan Fatah-Black, Louise Fresco, Arnon Grunberg, Carl Haarnack, Rick Honings, Ineke Huysman, Wilt Idema, Anne Sytske Keijser, Camilla de Koning, Mark Leenhouts, Olga van Marion, Silvia Marijnissen, Djoeke van Netten, Gert Oostindie, Frits van Oostrom, Willem Otterspeer, Norbert Peeters, Roosje Peeters, Alicia Schrikker, René van Stipriaan, Jean-Marc van Tol, Coen van 't Veer, Marleen de Vries, Karina Wolkers, Kees Zandvliet.
- Van kluis naar kussen.[62] Tafelgesprek met onderzoekers, studenten, experts en conservatoren over specifieke collecties van de UB Leiden: Caribische en Surinaamse literatuur, vrouwelijke kunstenaars, anatomische tekeningen, collectie liedjes, Bibliotheca Thysiana, fotografie, prenten en tekeningen, portretten, Middeleeuwse handschriften, kaarten en atlassen, brieven, Charles Baudelaire, collectie Sinologie, collectie Maatschappij der Nederlandse Letterkunde, restauratie van boeken.
- UBL Podcast.[63] Gesprekken met onderzoekers over specifieke thema's aan de hand van stukken uit de Leidse Bijzondere Collecties: slavernij, godsdienstvrijheid, dekolonisatie, Hugo de Groot, studentenrevolte, Christiaan Huygens, vervolging homoseksualiteit Leidse student, Caspar Reuvens, Joseph Dalton Hooker, het Surinaams, piraterij in de Caraïben, contractarbeid, Kakera Akotie, Boek der Koningen, Herta Mohr, etc.

## Tentoonstellingen
De UB Leiden organiseert regelmatig tentoonstellingen in samenwerking met musea. Sinds 1973 zijn onder meer de volgende tentoonstellingen tot stand gekomen:
- Leiden viert feest - 450 jaar optochten. Museum De Lakenhal, Leiden, 2024-2025.
- Hello darkness, my old friend. Kunsthal Rotterdam, Rotterdam, 2024.
- Between the Lines. Prints from Leiden University in Museum Bredius. Museum Bredius, Den Haag, 2024.
- Strijden ga ik – Anton de Kom en de Surinaamse Studenten Unie. Museum De Lakenhal, Leiden, 2024.
- Steef Zoetmulder. Kunsthal Rotterdam, Rotterdam, 2023-2024.
- Hendrik & Paula Kerstens: Self-Reflective. Museum Hilversum, Hilversum, 2023.
- Kaarten: navigeren en manipuleren. Rijksmuseum Volkenkunde, Leiden, 2022-2023.
- Books that made History. Rijksmuseum van Oudheden, Leiden, 2022.
- Alexine Tinne, fotograaf - haar wereldbeeld. Haags Historisch Museum, Den Haag, 2022.
- Fotografie wordt Kunst. Photo-Secession in Holland 1890-1937. Fotomuseum Den Haag, Den Haag, 2019.
- Leiden viert feest! Hoogtepunten uit een academische collectie. Museum Het Rembrandthuis, Amsterdam, 2014-2015.
- Straatwerken (tekeningen van de zeventiende-eeuwse kunstenaar Leonaert Bramer). Westfries Museum, Hoorn, 2013-2014.[64]
- Wereldschatten! Van Cicero tot Erwin Olaf. Ontdek de Bijzondere Collecties van de Universiteit Leiden. Museum De Lakenhal, Leiden, 2013.
- Turcksche boucken van Levinus Warner. Een zeventiende-eeuwse diplomaat en boekenverzamelaar in Istanbul. Museum Meermanno, Huis van het Boek, Den Haag, 2012-2013.
- Zoet&Zout. Water en de Nederlanders. Kunsthal Rotterdam, Rotterdam, 2012.
- Erwin Olaf: Leidens Ontzet. Museum De Lakenhal en UB Leiden, Leiden, 2011-2012.
- In atmosferisch licht. Picturalisme in de Nederlandse fotografie 1890-1925. Museum Het Rembrandthuis, Amsterdam, 2010.
- Fotografie! Een Bijzondere Collectie van de Universiteit Leiden. Fotomuseum Den Haag, Den Haag, 2010.
- Op weg naar de Gouden Eeuw – Hendrick Goltzius & Jacob de Gheyn II. Limburgs Museum, Venlo, 2009-2010.
- Stad van boeken. Zeven eeuwen lezen in Leiden. Museum De Lakenhal, Leiden, 2008.
- Goed gezien. Tien eeuwen wetenschap in handschrift en druk. Rijksmuseum van Oudheden, Leiden, 1987-1988.[65]
- Janus Dousa en zijn vrienden. Gemeentearchief Leiden, 1973.

Daarnaast is de UB Leiden regelmatig een bruikleengever voor tentoonstellingen in binnen- en buitenland.

## Publicaties

### Over de bibliotheek (selectie)
- Christiane Berkvens-Stevelinck: Magna commoditas – Leiden University's great asset. 425 years library collections and services. Amsterdam, Leiden University Press, 2012, ISBN 9789087281656 [vertaling met uitbreiding van ed. 2001] Digitale versie
- Christiane Berkvens-Stevelinck: Magna commoditas: geschiedenis van de Leidse universiteitsbibliotheek 1575-2000. Leiden, Primavera Pers, 2001, ISBN 90-74310-71-0
- P.C. Molhuysen: Geschiedenis der Universiteits-bibliotheek te Leiden. Leiden, Sijthoff, 1905.

### Over de collecties (selectie)
- André Bouwman & Irene O'Daly. Schatten op schrift. 50 manuscripten uit middeleeuws Europa. Tielt: Lannoo, 2025, ISBN 9789401432870
- André Bouwman & Irene O'Daly. Written Treasures. 50 Manuscripts from Medieval Europe. Tielt: Lannoo, 2025, ISBN 9789401432917
- Prophets, Poets and Scholars. The Collections of the Middle Eastern Library of Leiden University. Redactie: Arnoud Vrolijk, Kasper van Ommen, Karin Scheper, Tijmen Baarda. Leiden: Leiden University Press, 2024, ISBN 9789087284077
- Tot Publijcque Dienst der Studie. Boeken uit de Bibliotheca Thysiana. Redactie: Wim van Anrooij & Paul Hoftijzer. Hilversum: Verloren, 2023, ISBN 9789464550030
- Self-Reflective. Hendrik & Paula Kerstens. Redactie: Maartje van den Heuvel. Zwolle: W Books, 2023, ISBN 9789462585577
- Maps That Made History. 1000 Years of World History in 100 Old Maps. Martijn Storms (ed.). Tielt: Lannoo, 2022, ISBN 9789401485302
- Kaarten die geschiedenis schreven. 1000 jaar wereldgeschiedenis in 100 oude kaarten. Martijn Storms (ed.). Tielt: Lannoo, 2022, ISBN 9789401485296
- Books That Made History. 25 Books from Leiden That Changed the World. Edited by: Kasper van Ommen en Garrelt Verhoeven. Leiden: Brill, 2022, ISBN 978-90-04-52342-5
- Boeken die geschiedenis schreven. Redactie: Kasper van Ommen & Garrelt Verhoeven. Amsterdam: Athenaeum, 2022, ISBN 9789025314798
- Kester Freriks & Martijn Storms. Grensverkenningen. Langs oude grenzen in Nederland. Amsterdam: Athenaeum, 2022, ISBN 9789025314637
- Fotografie wordt Kunst. Photo-Secession in Holland 1890-1937. Photography Becomes Art. Photo-Secession in Holland 1890-1937. Concept, beeldredactie en tekst: Maartje van den Heuvel. Zwolle: WBOOKS i.s.m. Universitaire Bibliotheken Leiden, 2019, ISBN 9789462583580
- Voyage of Discovery. Exploring the Collections of the Asian Library at Leiden University. Edited by: Alexander Reeuwijk. Leiden: Leiden University Press, 2017, ISBN 9789087282745 Digitale versie
- Luitgard Mols & Arnoud Vrolijk. Western Arabia in the Leiden Collections. Traces of a Colourful Past. Leiden: Leiden University Press, 2016, ISBN 978-90-8728-259-2 Digitale versie
- For Study and Delight. Drawings and Prints from Leiden University. Edited by: Jef Schaeps, Elmer Kolfin, Edward Grasman, Nelke Bartelings. Leiden: Leiden University Press, 2016, ISBN 978-90-8728-241-7
- Leiden viert feest. Hoogtepunten uit een academische collectie. Onder redactie van Jef Schaeps en Jaap van der Ven. Leiden: Leiden University Press, 2014, ISBN 978-90-8728-220-2
- Arnoud Vrolijk, Jan Schmidt & Karin Scheper. Turcksche boucken. De oosterse verzameling van Levinus Warner, Nederlands diplomaat in zeventiende-eeuws Istanbul. The Oriental collection of Levinus Warner, Dutch diplomat in seventeenth-century Istanbul. Eindhoven: Lecturis, 2012, ISBN 978-90-70108-93-9
- Corien J.M. Vuurman. Nineteenth-century Persia in the Photographs of Albert Hotz. Images from the Hotz Photograph Collection of Leiden University Library, the Netherlands. Rotterdam en Gronsveld: Barjesteh van Waalwijk van Doorn & Co's Uitgeversmaatschappij, 2011, ISBN 978-90-5613-000-8
- Maartje van den Heuvel, Janrense Boonstra & Jan van Dijk. In atmospherisch licht. Picturalisme in de Nederlandse fotografie 1890-1925. In Atmospheric Light. Picturalism in Dutch Photography 1890-1925. Zwolle: Waanders, 2010, ISBN 978-90-400-7686-2
- Maartje van den Heuvel & Wim van Sinderen. Photography! A Special Collection at Leiden University. Leiden: Leiden University & the Hague Museum of Photography, 2010, ISBN 978-90-89101-91-4
- Fotovoorkeuren. 50 auteurs kiezen een foto uit de collectie van het Leids Prentenkabinet. Onder redactie van Joke Pronk & Tineke de Ruiter. Amsterdam: Voetnoot, 2007, ISBN 978-90-78068-15-0
- Bronnen van kennis. Wetenschap, kunst en cultuur in de collecties van de Leidse Universiteitsbibliotheek. Onder redactie van Paul Hoftijzer, Kasper van Ommen, Geert Warnar & Jan Just Witkam. Leiden: Primavera Pers, 2006, ISBN 978-90-5997-028-1
- Oostersche weelde. De Oriënt in westerse kunst en cultuur. Met een keuze uit de verzameling van de Leidse Universiteitsbibliotheek. Onder redactie van Jef Schaeps, Kasper van Ommen & Arnoud Vrolijk. Leiden: Primavera Pers, 2005, ISBN 978-90-5997-023-6
- Goed gezien. Tien eeuwen wetenschap in handschrift en druk. Eindredactie R. Breugelmans. Leiden 1987. ISBN 90-6385-141-3[66]
- R. Breugelmans: Leiden imprints 1483-1600 in Leiden University Library and Bibliotheca Thysiana. A short-title catalogue. Nieuwkoop, De Graaf, 1974, ISBN 90-6004-341-3